# Les Traîtres
Cet article concerne la version française des Traîtres. Pour la version belge, voir Les Traîtres (Belgique).
Pour les articles homonymes, voir Traître.
Les Traîtres est une émission de télévision française produite par Studio 89 diffusée sur M6 depuis le 17 août 2022 et présentée par Éric Antoine. Il s'agit d'une adaptation de l'émission néerlandaise De Verraders (nl), diffusée sur RTL 4 en mars 2021.

## Production et organisation
L'émission est présentée par Éric Antoine et produite par la société de production Studio 89.
Elle est basée sur le format néerlandais De Verraders (nl) diffusé sur RTL 4. Une autre version francophone appelée aussi Les Traîtres est diffusée en Belgique depuis décembre 2021 sur RTL TVI.
Le jeudi 25 août 2022, à la suite de belles audiences et d'excellentes critiques émanant tant de la presse que des réseaux sociaux, M6 officialise une saison 2.
Le casting de la saison 2 est officialisé le 11 mars 2023.
En mars 2024, M6 annonce le retour de l'émission pour une saison 3 ainsi qu'une édition numérique inédite à destination de sa nouvelle plateforme M6+.

## Principe
Le jeu regroupe des personnalités (quatorze la première saison, dix-huit la deuxième, vingt la troisième) réunies au sein d'un château, parmi lesquelles ont été désignés trois traîtres, les autres étant les fidèles. Le principe reprend les règles du jeu Les Loups-garous dont le but est de démasquer les traîtres ou faire éliminer les loyaux selon son camp. L'élimination est décidée alternativement par les traîtres se réunissant la nuit en secret puis par un vote entre les candidats restant en course.
Dans chaque saison, un quatrième joueur a la possibilité de rejoindre les traîtres. Soit à la suite de l'élimination du premier traître, où à la place du bannissement les traîtres proposent à un loyal de le remplacer (saison 1, 2 et 4), soit avant le premier conseil (saison 3), soit sur proposition de l'animateur (spin-off). Si ce dernier accepte, il devient traître à compter de ce moment. S'il refuse, les traîtres poursuivent tout le reste de l'aventure entre eux.
Chaque jour, les candidats participent à des épreuves psychologiques ou physiques en équipes pour tenter de gagner des lingots d'argent. La somme qu'ils représentent sera versée à la fin du jeu à l'association soutenue par le vainqueur. Surtout, un des membres de l'équipe gagnante bénéficie en secret par tirage au sort d'une amulette d'immunité pour le prochain conseil des Traîtres. Cette personne restera inconnue jusqu'au lendemain : si les traîtres devaient porter leur choix d'élimination sur elle, elle serait repêchée (pour éviter ce cas, les traîtres portent dans l'immense majorité des cas leur choix d'élimination sur un membre de l'équipe perdante, ce qui dans les faits protège généralement l'ensemble de l'équipe vainqueur). Le tirage au sort peut aussi désigner un traître ayant fait partie de l'équipe gagnante auquel cas aucun loyal n'est immunisé. L'amulette ne protège pas lors du conseil.
Les traîtres gagnent si au moins un traître figure dans les trois derniers candidats. Les loyaux l'emportent s'ils terminent à trois. Le camp vainqueur partage la cagnotte entre ses survivants.

## Déroulement des saisons
|                     | Saison 1                          | Saison 2       | Saison 3                      | Spin-off 1                             | Saison 4           | Saison 5     |
| Chaîne              | M6                                | M6             | M6                            | M6+                                    | M6                 | M6           |
| ------------------- | --------------------------------- | -------------- | ----------------------------- | -------------------------------------- | ------------------ | ------------ |
| Vainqueurs          | David Douillet et Clémence Castel | Juju Fitcats   | Hugo Manos et Laurent Ruquier | Briac Glaud, LeBouseuh et Andy Raconte | Adil Rami          | à Venir      |
| Nombres de semaines | 3                                 | 5              | 6                             | -                                      | 7                  | à Venir      |
| Gains remportés     | 34 400 € (partagés en deux)       | 44 000 €       | 42 500 € (partagés en deux)   | 16 500 € (partagés en trois)           | 44 000 €           | à Venir      |
| Présentateur prime  | Éric Antoine                      | Éric Antoine   | Éric Antoine                  | Éric Antoine                           | Éric Antoine       | Éric Antoine |
| Présentateur After  | Éric Antoine                      | Éric Antoine   | Juju Fitcats                  |                                        | Juju Fitcats       | à Venir      |
| Présentateur After  | Éric Antoine                      | Éric Antoine   | Juju Fitcats                  | Hugo Manos                             |                    | à Venir      |
| Lieu                | Château de Beauvoir               | Château de Val | Château de Biron              | Château de Biron                       | Château de Bournel | à Venir      |

## Saison 1 (2022)

### Tournage
La première saison a été tournée mi-avril 2022, dans le château de Beauvoir à Saint-Pourçain-sur-Besbre dans le département de l'Allier en Auvergne, durant 6 jours. L'émission est tournée de 8 h le matin à 3 h le lendemain matin. De plus, des épreuves ont aussi été tournées en dehors du château de Beauvoir, notamment au Centre national du costume de scène ou encore au château de Thoury.

### Participants
Pour la première saison, quatorze personnalités participent au jeu,.
| Participant       | Occupation                                 | Durée      | Rôle                    | Statut                   | Association                     |
| ----------------- | ------------------------------------------ | ---------- | ----------------------- | ------------------------ | ------------------------------- |
| Clémence Castel   | Double gagnante de Koh-Lanta               | Ép. 1 à 6  | Traître                 | Gagnants                 | 17 200 € pour Rêves             |
| David Douillet    | Champion double de judo                    | Ép. 1 à 6  | Loyal (1-2)puis Traître | Gagnants                 | 17 200 € pour Harvey Solidarity |
| Elsa Esnoult      | Actrice et chanteuse                       | Ép. 1 à 6  | Loyale                  | Troisième                | SPA                             |
| Melococo          | Styliste youtubeuse, amie de Natoo         | Ép. 1 à 6  | Loyale                  | Éliminée (Conseil final) | Elise Care                      |
| Bruno Sanches     | Comédien                                   | Ép. 1 à 6  | Loyal                   | Éliminé (Conseil final)  | L’orchidée                      |
| Bernard Werber    | Écrivain                                   | Ép. 1 à 6  | Loyal                   | Éliminé (Conseil final)  | ACS & RIC – France              |
| Alex Ramirès      | Humoriste                                  | Ép. 1 à 6  | Loyal                   | Éliminé (Traîtres)       | Le Refuge                       |
| Just Riadh        | Influenceur                                | Ép. 1 à 5  | Traître                 | Éliminé (Conseil)        | Les Déterminés                  |
| Natoo             | Youtubeuse et influenceuse                 | Ép. 1 à 5  | Loyale                  | Éliminée (Traîtres)      | Action France                   |
| Martin Lamotte    | Comédien membre du Splendid                | Ép. 1 à 4  | Loyal                   | Éliminé (Conseil)        | Souffle de Violette             |
| Paul El Kharrat   | Champion Douze Coups de midi et auteur     | Ép. 1 à 4  | Loyal                   | Éliminé (Traîtres)       | Asperger Amitié                 |
| Delphine Wespiser | Miss France 2012 et chroniqueuse télé      | Ép. 1 à 3  | Loyale                  | Éliminée (Conseil)       | PETA                            |
| Vanessa Douillet  | Hypnothérapeute et femme de David Douillet | Ép. 1 et 2 | Traître                 | Éliminée (Conseil)       | Info-Endométriose               |
| Camille Lacourt   | Champion de natation                       | Ép. 1 et 2 | Loyal                   | Éliminé (Traîtres)       | Sourire à la vie                |

Légende :
- Vainqueur
- Troisième
- En jeu
- Éliminé(e) par le Conseil Final
- Éliminé(e)

### Résumé des votes
| Participant       | Conseil 1 | Conseil 2 | Conseil 3 | Conseil 4 | Conseil final | Conseil final | Conseil final | Conseil final | Statut final |
| Clémence Castel   | Vanessa   | Natoo     | Bruno     | Riadh     | Bernard       | Bernard       | Bruno         | Melococo      | Vainqueur    |
| David Douillet    | Vanessa   | Natoo     | Bruno     | Riadh     | Bernard       | Bernard       | Bruno         | Melococo      | Vainqueur    |
| Elsa Esnoult      | Vanessa   | Natoo     | Bruno     | Riadh     | Bernard       | Bernard       | Bruno         | Melococo      | Troisième    |
| Melococo          | Vanessa   | Delphine  | Martin    | Riadh     | Clémence      | Clémence      | Clémence      | Elsa          |              |
| Bruno Sanches     | Delphine  | Delphine  | Martin    | Riadh     | Clémence      | Clémence      | Elsa          |               |              |
| Bernard Werber    | Delphine  | Delphine  | Clémence  | Riadh     | Clémence      | Clémence      |               |               |              |
| Alex Ramirès      | Vanessa   | Delphine  | Martin    | Riadh     | Banni         |               |               |               |              |
| Just Riadh        | Vanessa   | Delphine  | Martin    | Alex      |               |               |               |               |              |
| Natoo             | Delphine  | Delphine  | Martin    | Bannie    |               |               |               |               |              |
| Martin Lamotte    | Vanessa   | Natoo     | Bruno     |           |               |               |               |               |              |
| Paul El Kharrat   | Clémence  | Bruno     | Banni     |           |               |               |               |               |              |
| Delphine Wespiser | Vanessa   | Natoo     |           |           |               |               |               |               |              |
| Vanessa Douillet  | Melococo  |           |           |           |               |               |               |               |              |
| Camille Lacourt   | Banni     |           |           |           |               |               |               |               |              |

Légende :
- Vainqueur
- Deuxième
- Éliminé(e) par le Conseil Final
- Éliminé(e) (banni ou conseil)
- Traître
- Traître éliminé au conseil

Notes :
1. ↑  À la suite de l'élimination de la première traître Vanessa Douillet, les deux traîtres restants peuvent soit classiquement bannir un loyal, soit proposer à un candidat de remplacer le traître éliminé. Ils choisissent cette option et proposent à David Douillet de les rejoindre. Celui-ci accepte. Il n'y a ainsi pas de banissement dans cet épisode mais David Douillet devient traître à compter de ce moment.
2. ↑  Pour la dernière épreuve, il n'y a pas d'amulette d'immunité, mais le vainqueur récupère un double vote, qu'il peut utiliser à n'importe quel tour du conseil final. La gagnante de l'amulette Elsa Esnoult choisi d'utiliser son double vote dès le premier tour.

### Liste des épreuves d'immunité
| Avant la réunion des traîtres | Nombre d'équipes           | Épreuve                                                                                                 | Détenteur                                | Résultat du banissement                              |
| ----------------------------- | -------------------------- | --- | ---------------------------------------- | ---------------------------------------------------- |
| 1                             | 2                          | Rechercher des éléments spécifiques à un costume en étant menotté                                       | David Douillet                           | Camille Lacourt                                      |
| 2                             | 3 groupes                  | 3 challenges différents (rester dans un cercueil ou affronter une maison hantée ou sauter dans le vide) | Inconnu (Elsa Esnoult ou Bernard Werber) | Pas de bannissement : un loyal devient traître.      |
| 3                             | 2                          | Tracter des piles de journaux en relais                                                                 | Just Riadh                               | Paul El Kharrat                                      |
| 4                             | 2                          | Libérer un candidat prisonnier (inconnu au début de l'épreuve)                                          | Aucun                                    | Natoo                                                |
| 5                             | 2                          | Jeu de mémorisation                                                                                     | Just Riadh                               | Alex Ramirès                                         |
| Épreuve spéciale              | 6 (épreuves individuelles) | Chaises musicales, labyrinthe, épreuve de divination (billes en nombre pair ou impair).                 | Elsa Esnoult                             | Pas de bannissement : double vote pour la vainqueur. |

Légende :
- Connu des traîtres
- Éliminé(e) (banni)
- Identité du vainqueur connue de tous

Notes :
1. ↑  David Douillet est loyal au moment où il est immunisé
2. 1 2  À la suite de l'élimination de la première traître Vanessa Douillet, les deux traîtres restants peuvent soit classiquement bannir un loyal, soit proposer à un candidat de remplacer le traître éliminé. Ils choisissent cette option et David Douillet devient traître. Il n'y ainsi pas de bannissement : pour cette raison, l'identité du détenteur de l'amulette n'a pas été révélée précisément dans l'émission. On sait seulement qu'il s'agissait soit d'Elsa Esnoult soit de Bernard Werber
3. ↑  Les deux équipes échouent à l'épreuve : il n'y a ainsi pas d'immunité pour cette réunion
4. 1 2  Just Riadh est éliminé au conseil (l'immunité ne protège pas au conseil) juste avant cette réunion.
5. ↑  Pour la dernière épreuve, il n'y a pas d'amulette d'immunité, mais le vainqueur récupère un double vote, qu'il peut utiliser à n'importe quel tour du conseil final. La gagnante de l'amulette Elsa Esnoult choisit d'utiliser son double vote dès le premier tour.

## Saison 2 (2023)

### Tournage

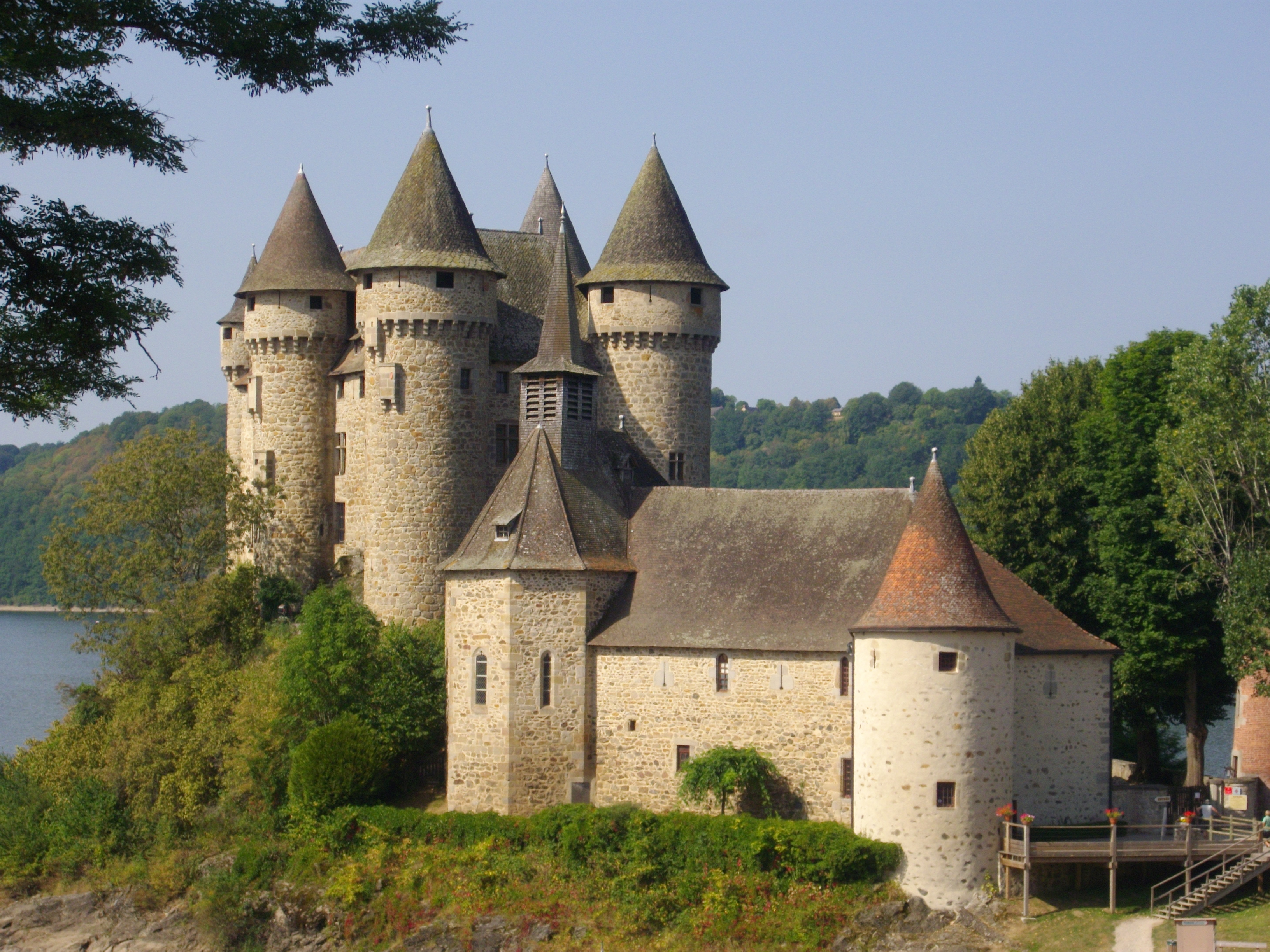
Le château de Val.

La deuxième saison fut tournée du 6 au 16 mars 2023, dans le château de Val à Lanobre dans le Cantal.
Tous les participants du tournage, mais aussi les élus et employés communaux ainsi que les salariés de l’hôtel-restaurant où les candidats passent les nuits doivent respecter une clause de confidentialité. Cela afin que le casting ne fuite pas avant la fin du tournage. Cependant, étant donné que l'hôtel est situé en face du collège de Bort-les-Orgues, les collégiens ont vite repéré plusieurs personnalités, et donc les noms des candidats fuitent dans les médias. Trente figurants dont les visages étaient masqués avaient été recrutés. Et eux aussi, après avoir signé un contrat, étaient tenus à une stricte confidentialité.
De plus, des épreuves ont aussi été tournées dans les alentours du château de Val, notamment à la chapelle des Manents à Confolent-Port-Dieu, au château de la Borde à Ussel, au château d'Auzers ainsi au sein du barrage de Bort-les-Orgues.

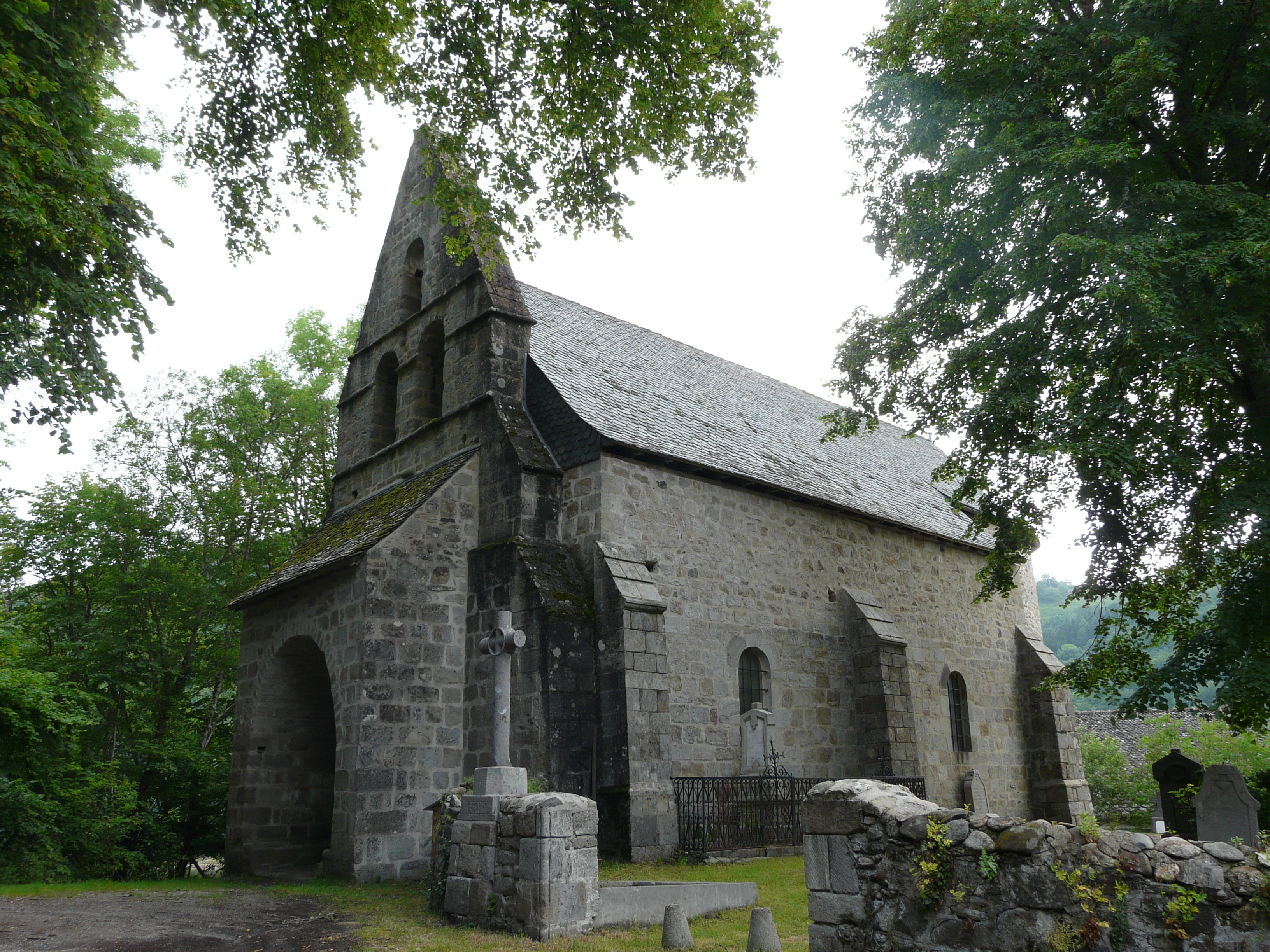
Chapelle des Manants.
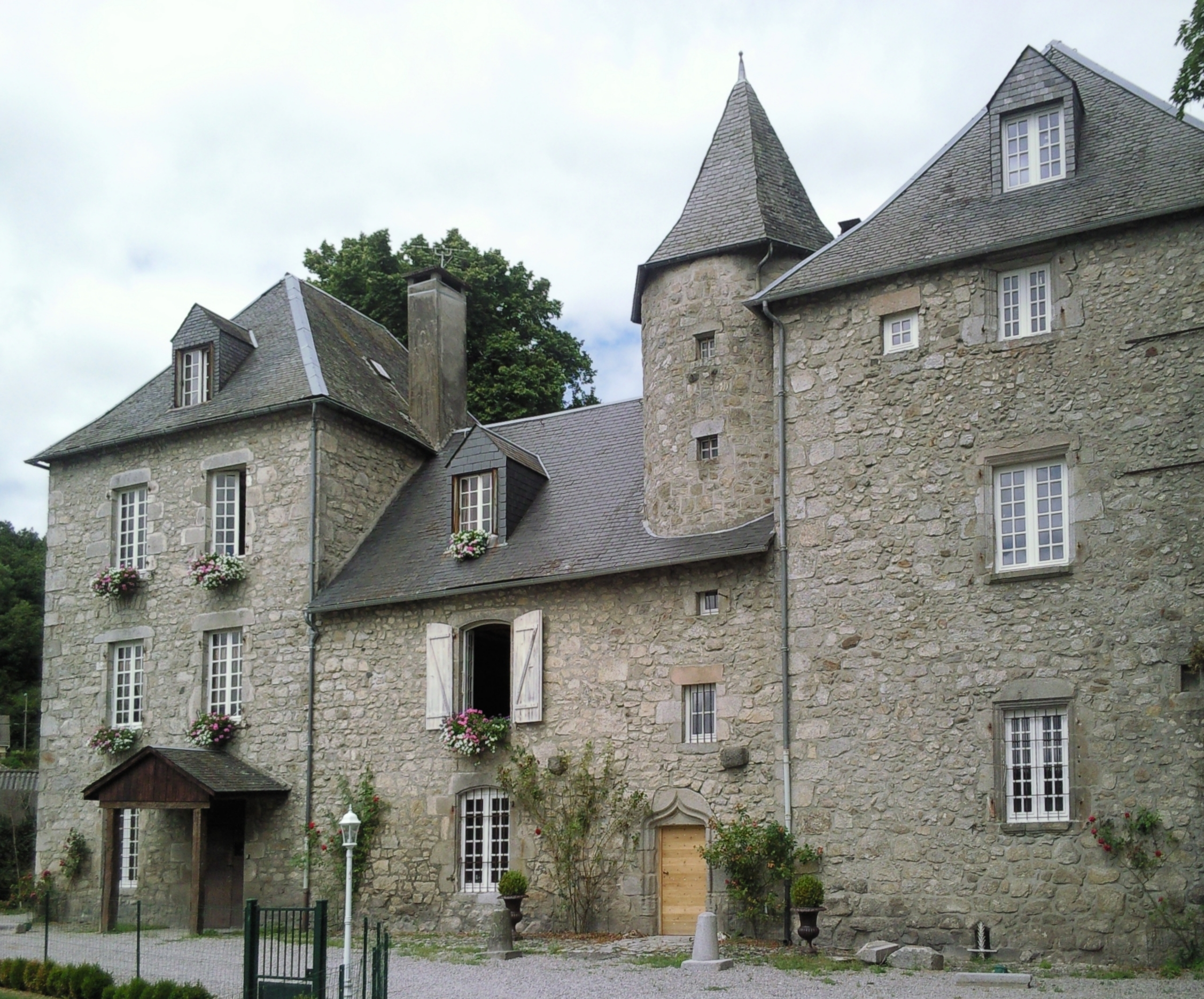
Château de la Borde.
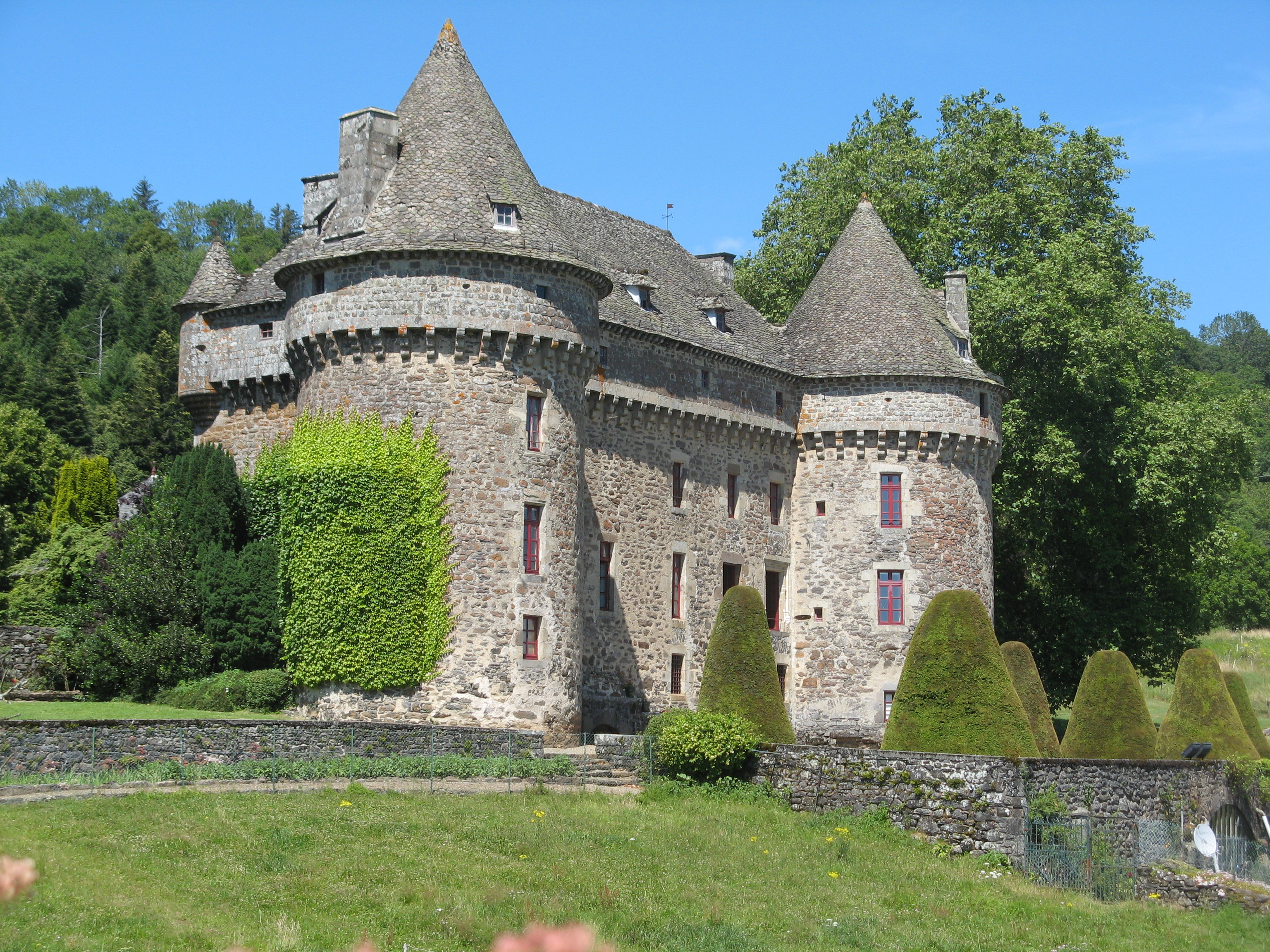
Château d'Auzers.
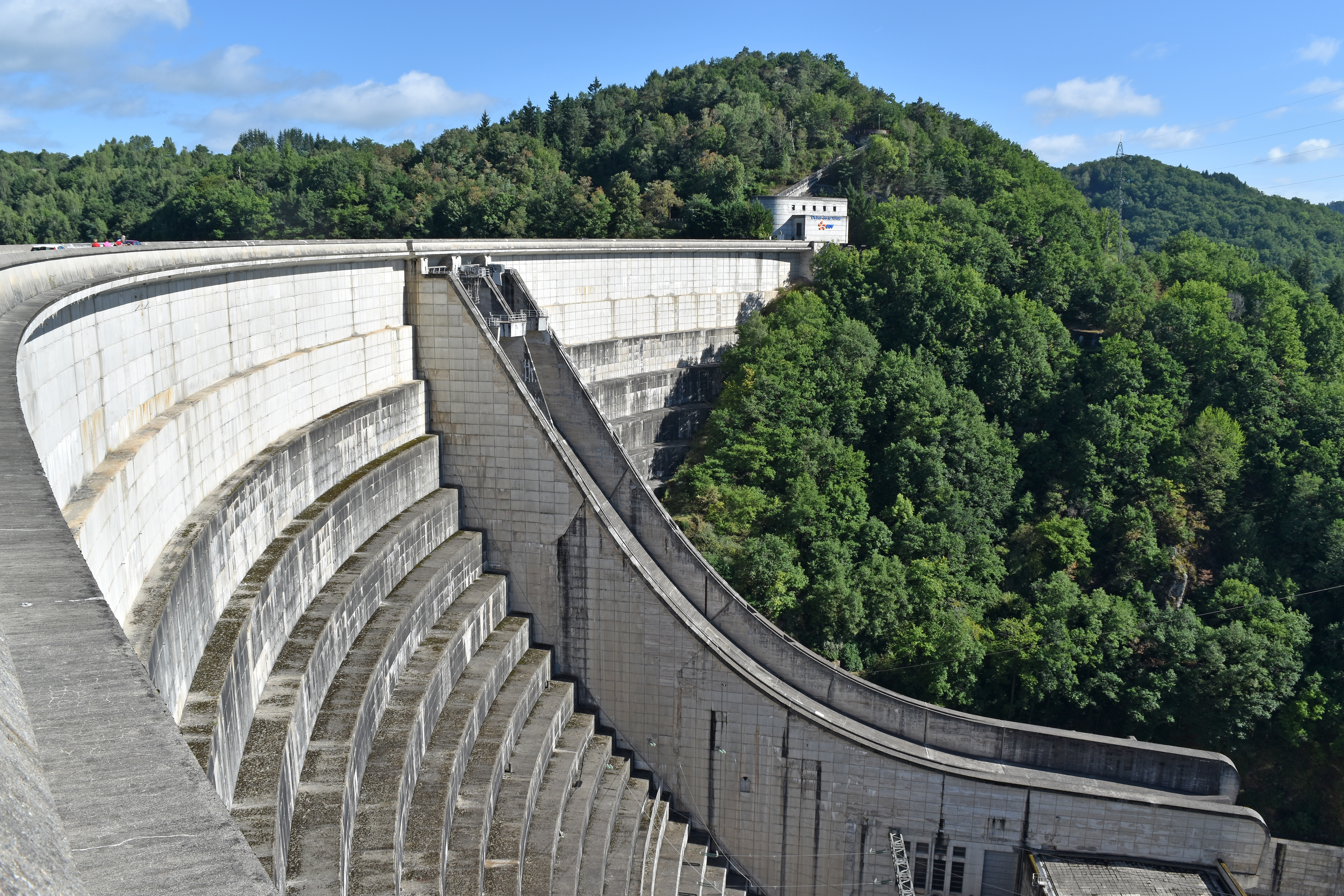
Barrage de Bort-les-Orgues.
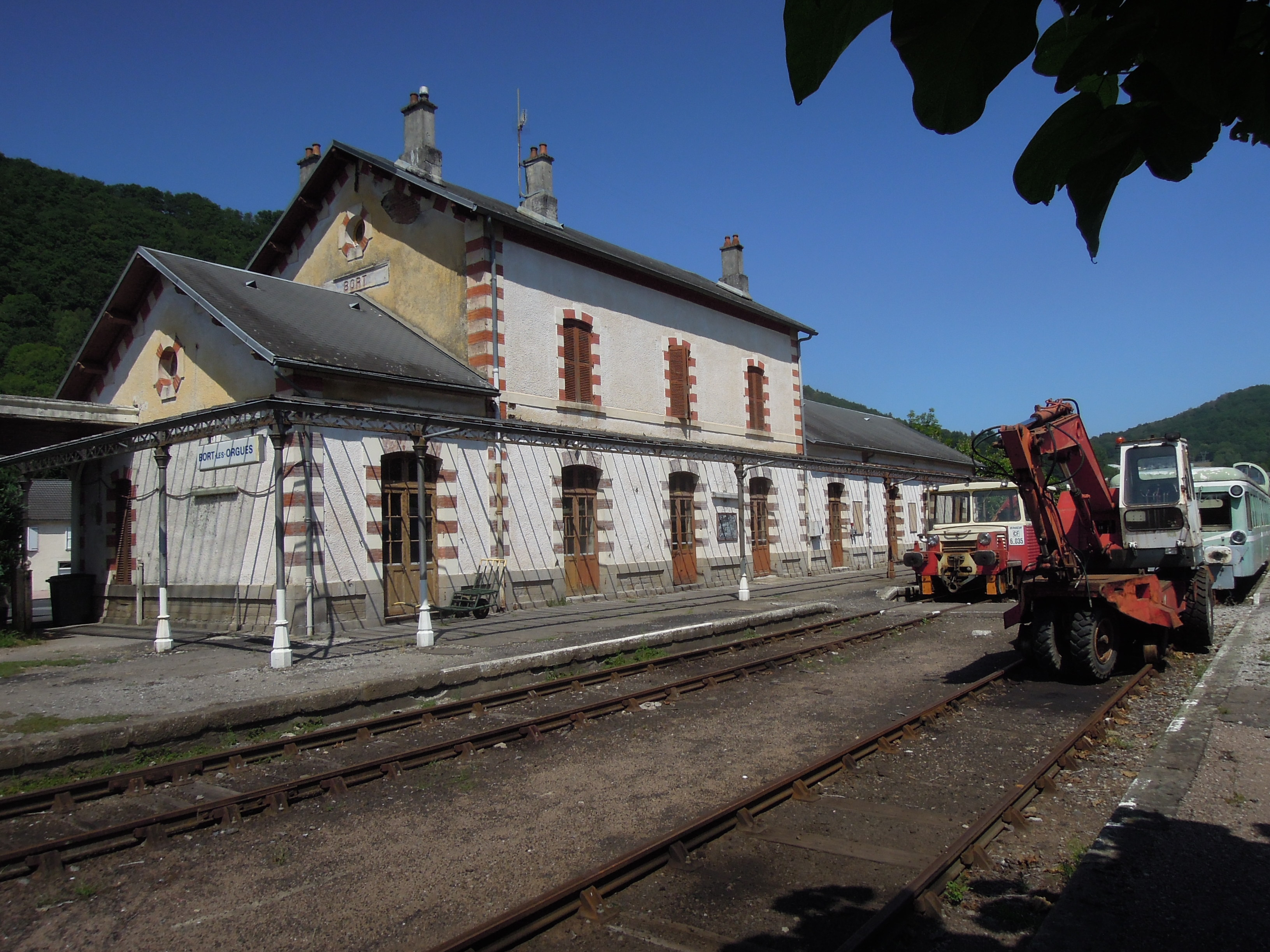
Gare de Bort-les-Orgues.

### Participants
Pour la deuxième saison, dix-huit personnalités participent au jeu.
| Participant              | Occupation                                                                     | Durée      | Rôle                                             | Statut                   | Association                       |
| ------------------------ | ------------------------------------------------------------------------------ | ---------- | ------------------------------------------------ | ------------------------ | --------------------------------- |
| Juju Fitcats             | Youtubeuse fitness, conjointe de Tibo InShape                                  | Ép. 1 à 10 | Traître                                          | Gagnante                 | 44 000 € pour les Amis du Bercail |
| Gennifer Demey           | Présentatrice météo, Miss Aquitaine 2015                                       | Ép. 1 à 10 | Loyale                                           | Deuxièmes                | CFCV                              |
| Nathalie Marquay-Pernaut | Miss France 1987, comédienne et veuve de Jean-Pierre Pernaut                   | Ép. 1 à 10 | Loyale                                           | Deuxièmes                | Les Bonnes Fées                   |
| Norbert Tarayre          | Chef cuisinier, ancien candidat de Top Chef émission de cuisine                | Ép. 1 à 10 | Hors compétition (Ép. 1) Loyal (Ép. 2-4) Traître | Éliminé (Conseil final)  | Rêves                             |
| Andy Raconte             | Youtubeuse                                                                     | Ép. 1 à 10 | Loyale                                           | Éliminée (Conseil final) | La Griffe                         |
| Jean Lassalle            | Personnalité politique, candidat aux élections présidentielles en 2017 et 2022 | Ép. 1 à 10 | Loyal                                            | Éliminé (Conseil final)  | APMM                              |
| Tom Pernaut              | Fils de Jean-Pierre Pernaut et Nathalie Marquay, étudiant                      | Ép. 1 à 10 | Loyal                                            | Éliminé (Conseil final)  | 1001fontaines                     |
| Vincent Cespedes         | Philosophe, auteur                                                             | Ép. 1 à 9  | Loyal                                            | Éliminé (Traîtres)       | L'Enfant bleu                     |
| Charlotte de Turckheim   | Actrice et réalisatrice                                                        | Ép. 1 à 8  | Traître                                          | Éliminé (Conseil)        | Amour Amour Amour                 |
| Vincent Desagnat         | Comédien                                                                       | Ép. 1 à 6  | Loyal                                            | Éliminé (Conseil)        | CéKeDuBonheur                     |
| Laura Flessel            | Championne olympique double d'escrime                                          | Ép. 1 à 6  | Loyale                                           | Éliminée (Traîtres)      | Le Sport a du Cœur                |
| Caroline Margeridon      | Antiquaire et acheteuse dans Affaire conclue                                   | Ép. 1 à 5  | Hors compétition (Ép. 1) Loyale                  | Éliminée (Conseil)       | Art de Cœur                       |
| Guillaume Pley           | Animateur TV et membre                                                         | Ép. 1 à 5  | Traître                                          | Éliminé (Conseil)        | Association Petits Princes        |
| Natasha St-Pier          | Chanteuse, animatrice de télévision canadienne et coach yogi                   | Ép. 1 à 4  | Loyale                                           | Éliminée (Traîtres)      | Petit Cœur de Beurre              |
| Kristofer Hedia          | Champion de N'oubliez pas les paroles ! et habite en Belgique                  | Ép. 1 à 3  | Loyal                                            | Éliminé (Conseil)        | Amnesty International             |
| Claude Dartois           | Aventurier participant de Koh-Lanta, chauffeur de maître et très fin stratége  | Ép. 1 à 3  | Loyal                                            | Éliminé (Traîtres)       | Aïda                              |
| Tibo InShape             | Youtuber fitness, conjoint de Juju Fitcats                                     | Ép. 1 et 2 | Loyal                                            | Éliminé (Conseil)        | Louis Carlesimo                   |
| Kheiron                  | Humoriste, acteur et réalisateur                                               | Ép. 1 et 2 | Loyal                                            | Éliminé (Traîtres)       | AFPAD                             |

Légende :
- Vainqueur
- Deuxième
- En jeu
- Éliminé(e) par le Conseil Final
- Éliminé(e)

### Résumé des votes
| Participant              | Conseil 1 | Conseil 2 | Conseil 3 | Conseil 4 | Conseil 4 | Conseil 5 | Conseil 6 | Conseil final | Conseil final | Conseil final | Conseil final | Conseil final | Révélation des rôles | Statut final |
| Juju Fitcats             | Tibo      | Kristofer | Vincent C | Caroline  | Caroline  | Vincent D | Charlotte | Tom           | Jean          | Andy          | Norbert       | Norbert       | Traître              | Vainqueur    |
| Gennifer Demey           | Tibo      | Kristofer | Vincent D | Caroline  | Caroline  | Vincent D | Charlotte | Tom           | Nathalie      | Andy          | Norbert       | Norbert       | Loyale               | Deuxième     |
| Nathalie Marquay-Pernaut | Tibo      | Kristofer | Vincent D | Caroline  | Caroline  | Vincent D | Charlotte | Andy          | Andy          | Gennifer      | Norbert       | Norbert       | Loyale               | Deuxième     |
| Norbert Tarayre          | [ n 4 ]   | Jean      | Vincent D | Vincent D | Vincent D | Vincent D | Jean      | Tom           | Gennifer      | Nathalie      | Gennifer      | Gennifer      |                      |              |
| Andy Raconte             | Tibo      | Nathalie  | Guillaume | Caroline  | Caroline  | Vincent D | Charlotte | Tom           | Jean          | Norbert       |               |               |                      |              |
| Jean Lassalle            | Tibo      | Kristofer | Guillaume | Vincent D | Vincent D | Vincent D | Gennifer  | Andy          | Juju          |               |               |               |                      |              |
| Tom Pernaut              | Tibo      | Kristofer | Jean      | Vincent D | Vincent D | Vincent D | Charlotte | Andy          |               |               |               |               |                      |              |
| Vincent Cespedes         | Tibo      | Kristofer | Guillaume | Vincent D | Vincent D | Vincent D | Charlotte | Banni         |               |               |               |               |                      |              |
| Charlotte de Turckheim   | Tibo      | Kristofer | Vincent C | Vincent D | Vincent D | Vincent D | Gennifer  |               |               |               |               |               |                      |              |
| Vincent Desagnat         | Tibo      | Charlotte | Andy      | Vincent C | Vincent C | Vincent C |           |               |               |               |               |               |                      |              |
| Laura Flessel            | Tibo      | Kristofer | Guillaume | Caroline  | Caroline  | Bannie    |           |               |               |               |               |               |                      |              |
| Caroline Margeridon      | [ n 4 ]   | Kristofer | Andy      | Vincent D | Vincent D |           |           |               |               |               |               |               |                      |              |
| Guillaume Pley           | Tibo      | Kristofer | Andy      |           |           |           |           |               |               |               |               |               |                      |              |
| Natasha St-Pier          | Tibo      | Kristofer | Bannie    |           |           |           |           |               |               |               |               |               |                      |              |
| Kristofer Hedia          | Tibo      | Vincent C |           |           |           |           |           |               |               |               |               |               |                      |              |
| Claude Dartois           | Vincent C | Banni     |           |           |           |           |           |               |               |               |               |               |                      |              |
| Tibo InShape             | Vincent C |           |           |           |           |           |           |               |               |               |               |               |                      |              |
| Kheiron                  | Banni     |           |           |           |           |           |           |               |               |               |               |               |                      |              |

Légende :
- Vainqueur
- Deuxième
- Éliminé(e) par le Conseil Final
- Éliminé(e) (banni ou conseil)
- Traître
- Traître éliminé au conseil
- Candidat dans le couloir de la mort

Notes :
1. ↑  Pour la dernière épreuve, il n'y a pas d'amulette d'immunité, mais le vainqueur récupère un double vote, qu'il peut utiliser à n'importe quel tour du conseil final. La gagnante de l'amulette Juju Fitcats garde sa double voix jusqu'au dernier tour.
2. 1 2  Particularité lors de cet épisode, les membres de l'équipe vainqueur de l'épreuve peuvent soit classiquement recevoir l'immunité, soit avoir un double vote. Gennifer Demey et Andy Raconte obtiennent ainsi chacune deux voix pour le conseil du soir.
3. 1 2 3 4  Nouveauté cette saison, l'animateur annonce aux traîtres que le dernier bannissement aura lieu en deux temps : les traîtres doivent désigner quatre candidats (dont obligatoirement un traître) qui sont placés le "couloir de la mort". Le lendemain matin, tous les participants sont informés qu'il n'y a pas eu de bannissement dans la nuit, mais que les traîtres ont placés quatre candidats (dont un traître) dans le couloir de la mort. L'animateur leur indique alors le nom de quatre désignés, et indique que l'un de ces quatre sera éliminé le soir même à l'issue du conseil. Finalement, à l'issue du conseil, le choix définitif des traîtres se porte sur Vincent Cespedes.
4. 1 2  S'étant autodésignés comme les "moins-menteurs" lors d'un classement entre les candidats à la demande de l'animateur, Norbert Tarayre et Caroline Margeridon sont écartés du premier épisode. Ils intègrent le jeu à l'issue de l'épreuve d'immunité du deuxième épisode.
5. ↑  À la suite de l'élimination du premier traître Guillaume Pley, les deux traîtres restantes peuvent soit classiquement bannir un  loyal, soit proposer à un candidat de remplacer le traître éliminé. Elles choisissent cette option et proposent à Norbert Tarayre de les rejoindre. Celui-ci accepte. Il n'y a ainsi pas de bannissement dans cet épisode mais Norbert Tarayre devient traître à compter de ce moment.

### Liste des épreuves d'immunité
| Avant la réunion des traîtres numéro | Nombre d'équipes       | Épreuve                                                                     | Détenteur                                                                                     | Résultat du bannissement                                                                             | Résultat du bannissement                                                                             | Résultat du bannissement                                                                             | Résultat du bannissement                                                                             |
| ------------------------------------ | ---------------------- | --------------------------------------------------------------------------- | --------------------------------------------------------------------------------------------- | --- | --- | --- | --- |
| 1                                    | 2                      | Libérer le capitaine enfermé dans un cercueil                               | Vincent Cespedes                                                                              | Kheiron                                                                                              | Kheiron                                                                                              | Kheiron                                                                                              | Kheiron                                                                                              |
| 2                                    | 2                      | Énigmes à résoudre dans une chapelle                                        | Kristofer Hedia                                                                               | Claude Dartois                                                                                       | Claude Dartois                                                                                       | Claude Dartois                                                                                       | Claude Dartois                                                                                       |
| 3                                    | 1 (épreuve collective) | Épreuve collective : ramasser le plus de tonneaux                           | Norbert Tarayre,                                                                              | Natasha St-Pier                                                                                      | Natasha St-Pier                                                                                      | Natasha St-Pier                                                                                      | Natasha St-Pier                                                                                      |
| 4                                    | 2                      | Retrouver des objets dans un gare                                           | Inconnu (Nathalie Marquay-Pernaut, Andy Raconte, Jean Lassalle, Tom Pernaut ou Laura Flessel) | Pas de bannissement : un loyal devient traître.                                                      | Pas de bannissement : un loyal devient traître.                                                      | Pas de bannissement : un loyal devient traître.                                                      | Pas de bannissement : un loyal devient traître.                                                      |
| 5                                    | 3                      | Retrouver un tableau                                                        | Vincent Cespedes Gennifer Demey Andy Raconte                                                  | Laura Flessel                                                                                        | Laura Flessel                                                                                        | Laura Flessel                                                                                        | Laura Flessel                                                                                        |
| 6                                    | 2                      | Deviner si un objet loufoque est réel ou inventé                            | Gennifer Demey                                                                                | Pas de bannissement immédiat. Quatre candidats sont placés dans le couloir de la mort                | Pas de bannissement immédiat. Quatre candidats sont placés dans le couloir de la mort                | Pas de bannissement immédiat. Quatre candidats sont placés dans le couloir de la mort                | Pas de bannissement immédiat. Quatre candidats sont placés dans le couloir de la mort                |
| 6                                    | 2                      | Deviner si un objet loufoque est réel ou inventé                            | Gennifer Demey                                                                                | Nathalie Marquay-Pernaut                                                                             | Norbert Tarayre                                                                                      | Andy Raconte                                                                                         | Vincent Cespedes                                                                                     |
| 6                                    | 2                      | Deviner si un objet loufoque est réel ou inventé                            | Gennifer Demey                                                                                | Vincent Cespedes                                                                                     | | | |
| Épreuve spéciale 1                   | 3                      | Manger des plats peu appétissants ou être dans le noir ou affronter sa peur | Deux groupes vainqueurs                                                                       | Pas d'immunité (le dernier banni sera un des quatre du couloir de la mort) mais un accès au grenier. | Pas d'immunité (le dernier banni sera un des quatre du couloir de la mort) mais un accès au grenier. | Pas d'immunité (le dernier banni sera un des quatre du couloir de la mort) mais un accès au grenier. | Pas d'immunité (le dernier banni sera un des quatre du couloir de la mort) mais un accès au grenier. |
| Épreuve spéciale 2                   | 2                      | Braquer une banque                                                          | Juju Fitcats                                                                                  | Pas de conseil : double vote pour la vainqueur.                                                      | Pas de conseil : double vote pour la vainqueur.                                                      | Pas de conseil : double vote pour la vainqueur.                                                      | Pas de conseil : double vote pour la vainqueur.                                                      |

Légende :
- Éliminé(e) (banni)
- Indique que l'identité du vainqueur est connu de tous
- Connu des traîtres
- Indique que le candidat est dans le couloir de la mort

Notes :
1. ↑  Norbert Tarayre est loyal au moment où il est immunisé, il deviendra traître par la suite.
2. ↑  Désigné collégialement : connu de tous.
3. 1 2  À la suite de l'élimination du premier traître Guillaume Pley, les deux traîtres restantes peuvent soit classiquement bannir un loyal, soit proposer à un candidat de remplacer le traître éliminé. Elles choisissent cette option et Norbert Tarayre devient traître. Il n'y ainsi pas de bannissement : pour cette raison, l'identité du détenteur de l'amulette n'a pas été révélée précisément dans l'émission. Cela pouvait être soit Nathalie Marquay-Pernaut, Andy Raconte, Jean Lassalle, Tom Pernaut ou Laura Flessel
4. 1 2 3  Cette épreuve désigne trois vainqueurs, qui peuvent choisir individuellement entre soit une amulette, soit un double vote au prochain conseil, leur choix étant révélé. Vincent Cespedes se couvre en prenant l'immunité, tandis que Gennifer Demey et Andy Raconte choisissent le vote double.
5. 1 2 3 4 5 6  Nouveauté cette saison, l'animateur annonce aux traîtres que le dernier bannissement aura lieu en deux temps : les traîtres doivent désigner quatre candidats (dont obligatoirement un traître) qui sont placés le "couloir de la mort". Le lendemain matin, tous les participants sont informés qu'il n'y a pas eu de bannissement dans la nuit, mais que les traîtres ont placés quatre candidats (dont un traître) dans le couloir de la mort. L'animateur leur indique alors le nom de quatre désignés, et indique que l'un de ces quatre sera éliminé le soir même à l'issue du conseil. Finalement, à l'issue du conseil, le choix définitif des traîtres se porte sur Vincent Cespedes.
6. ↑  Nathalie Marquay-Pernaut, Vincent Cespedes, Norbert Tarayre, Tom Pernaut Charlotte de Turckheim, Gennifer Demey ont accès au grenier.
7. ↑  Une première manche est individuelle. Le vainqueur (Juju Fitcats) désigne deux équipes de deux ; trois candidats étant éliminés de suite.
8. 1 2  Pour la dernière épreuve, il n'y a pas d'amulette d'immunité, mais le vainqueur récupère un double vote, qu'il peut utiliser à n'importe quel tour du conseil final. La gagnante de l'amulette Juju Fitcats choisit de garder son double jusqu'au dernier tour.

## Saison 3 (2024)

### Tournage
Le tournage de la saison 3 s'est effectué en Dordogne, au château de Biron, dont le seigneur Charles de Gontaut-Biron, bien qu'ami d'Henri IV, complota avec l'Espagne et la Savoie, contre la France ; jugé pour crime de haute trahison, il est condamné à mort et décapité le 31 juillet 1602 à la Bastille.

### Participants
Pour la troisième saison, vingt personnalités participent au jeu,,.
| Participant             | Occupation                                                             | Durée      | Rôle                       | Statut                  | Association                                 |
| ----------------------- | ---------------------------------------------------------------------- | ---------- | -------------------------- | ----------------------- | ------------------------------------------- |
| Hugo Manos              | Chroniqueur TV et compagnon de Laurent Ruquier                         | Ép. 1 à 11 | Loyal (Ép. 1 et 2) Traître | Gagnants                | 21 250 € pour l'Association Claude Pompidou |
| Laurent Ruquier         | Animateur de télévision et compagnon de Hugo Manos                     | Ép. 1 à 11 | Traître                    | Gagnants                | 21 250 € pour les Médecins du monde         |
| Danielle Renault        | Youtubeuse, binôme d'Arthur Lombard                                    | Ép. 1 à 11 | Loyale                     | Troisième               | Petits Frères des pauvres                   |
| Bruno Solo              | Acteur et comédien de Caméra café                                      | Ép. 1 à 11 | Loyal                      | Éliminé (Conseil final) | La Voix de l'enfant                         |
| Gwendal Marimoutou      | Chanteur et comédien                                                   | Ép. 1 à 11 | Loyal                      | Éliminé (Conseil final) | AIDES                                       |
| Arthur Lombard          | Youtubeur, binôme de Danielle Renault                                  | Ép. 1 à 11 | Loyal                      | Éliminé (Conseil final) | AIDA                                        |
| Stomy Bugsy             | Rappeur et comédien                                                    | Ép. 1 à 9  | Loyal                      | Éliminé (Traîtres)      | Les graines de Cabo Verde                   |
| Crazy Sally             | Influenceuse et vidéaste                                               | Ép. 1 à 9  | Traître                    | Éliminée (Conseil)      | CéKeDuBonheur                               |
| Carla Lazzari           | Chanteuse                                                              | Ép. 1 à 8  | Loyale                     | Éliminée (Traîtres)     | Adrien                                      |
| Laly Meignan            | Comédienne dont Hélène et les Garçons et Les Mystères de l'amour       | Ép. 1 à 8  | Loyale                     | Éliminée (Conseil)      | L'ordre de Malte                            |
| Romain Puértolas        | Écrivain et ancien capitaine de police                                 | Ép. 1 à 7  | Loyal                      | Éliminé (Conseil)       | Ruban rose                                  |
| Maxime Mermoz           | Rugbyman                                                               | Ép. 1 à 6  | Loyal                      | Éliminé (Traîtres)      | Job Odyssée                                 |
| Frédérique Bel          | Actrice dont Qu'est-ce qu'on a fait au Bon Dieu ?                      | Ép. 1 à 6  | Traître                    | Éliminée (Conseil)      | Seconde chance                              |
| Sylvie Tellier          | Miss France 2002 et ancienne directrice générale du Comité Miss France | Ép. 1 à 5  | Loyale                     | Éliminée (Traîtres)     | Les bonnes fées                             |
| Azzeddine Ahmed-Chaouch | Journaliste et écrivain, ancien chroniqueur de Quotidien               | Ép. 1 à 4  | Loyal                      | Éliminé (Conseil)       | La dictée pour tous                         |
| Valérie Trierweiler     | Journaliste et chroniqueuse, ex-Première Dame de France                | Ép. 1 à 4  | Loyale                     | Éliminée (Traîtres)     | Secours populaire français                  |
| Emy LTR                 | Youtubeuse et actrice                                                  | Ép. 1 à 3  | Loyale                     | Éliminée (Conseil)      | Fondation Assistance aux Animaux            |
| Bruno Hourcade          | Deuxième plus grand champion du jeu Les Douze Coups de midi            | Ép. 1 à 3  | Loyal                      | Éliminé (Traîtres)      | SOS homophobie                              |
| Jean-Christophe Bouvet  | Acteur dont la saga Taxi et Emily in Paris                             | Ép. 1 et 2 | Loyal                      | Éliminé (Conseil)       | Les Restos du Cœur                          |
| Julie Ferrier           | Actrice, humoriste et danseuse                                         | Ép. 1 et 2 | Loyale                     | Éliminée (Traîtres)     | KAJA Kaona                                  |

Légende :
- Vainqueur
- Troisième
- En jeu
- Éliminé(e) par le Conseil Final
- Éliminé(e)

### Résumé des votes
| Participant             | Conseil 1       | Conseil 2  | Conseil 3 | Conseil 4  | Conseil 5 | Conseil 6 | Conseil 6 | Conseil 7 | Conseil final | Conseil final | Conseil final | Conseil final | Conseil final | Conseil final |
| Hugo Manos              | Jean-Christophe | Emy        | Laly      | Frédérique | Romain    | Laly      | Laly      | Sally     | Arthur        | Arthur        | Gwendal       | Gwendal       | Bruno S.      | Gagnant       |
| Laurent Ruquier         | Gwendal         | Romain     | Azzeddine | [ n 1 ]    | Romain    | Laly      | Laly      | Sally     | Arthur        | Arthur        | Gwendal       | Gwendal       | Bruno S.      | Gagnant       |
| Studio Danielle         | Azzeddine       | Romain     | Bruno S.  | Frédérique | Romain    | Bruno S.  | Bruno S.  | Sally     | Bruno S.      | Bruno S.      | Bruno S.      | Bruno S.      | Laurent       | Troisième     |
| Bruno Solo              | Jean-Christophe | Emy        | Azzeddine | Frédérique | Romain    | Carla     | Carla     | Sally     | Arthur        | Arthur        | Danielle      | -             | Hugo          |               |
| Gwendal Marimoutou      | Jean-Christophe | Azzeddine  | Laly      | Frédérique | Romain    | Laly      | Laly      | Sally     | Bruno S.      | Bruno S.      | Bruno S.      | -             |               |               |
| Arthur Lombard          | Frédérique      | Emy        | Laly      | Laly       | Romain    | Stomy     | Stomy     | Sally     | Bruno S.      | Bruno S.      |               |               |               |               |
| Stomy Bugsy             | Maxime          | Laly       | Azzeddine | Frédérique | Laly      | Gwendal   | Gwendal   | Sally     | Banni         |               |               |               |               |               |
| Crazy Sally             | Jean-Christophe | [ n 2 ]    | Azzeddine | Frédérique | Bruno S.  | Bruno S.  | Bruno S.  | Bruno S.  |               |               |               |               |               |               |
| Carla Lazzari           | Jean-Christophe | Frédérique | Laly      | Laly       | Laly      | Laly      | Laly      | Bannie    |               |               |               |               |               |               |
| Laly Meignan            | Jean-Christophe | Emy        | Azzeddine | Carla      | Carla     | Arthur    | Arthur    |           |               |               |               |               |               |               |
| Romain Puértolas        | Danielle        | Danielle   | Arthur    | Danielle   | Arthur    |           |           |           |               |               |               |               |               |               |
| Maxime Mermoz           | Danielle        | Azzeddine  | Azzeddine | Frédérique | Banni     |           |           |           |               |               |               |               |               |               |
| Frédérique Bel          | Carla           | Romain     | Laly      | Hugo       |           |           |           |           |               |               |               |               |               |               |
| Sylvie Tellier          | Danielle        | Emy        | Azzeddine | Bannie     |           |           |           |           |               |               |               |               |               |               |
| Azzeddine Ahmed-Chaouch | Romain          | Emy        | Laly      |            |           |           |           |           |               |               |               |               |               |               |
| Valérie Trierweiler     | Jean-Christophe | Emy        | Bannie    |            |           |           |           |           |               |               |               |               |               |               |
| Emy LTR                 | Jean-Christophe | Azzeddine  |           |            |           |           |           |           |               |               |               |               |               |               |
| Bruno Hourcade          | Danielle        | Banni      |           |            |           |           |           |           |               |               |               |               |               |               |
| Jean-Christophe Bouvet  | Romain          |            |           |            |           |           |           |           |               |               |               |               |               |               |
| Julie Ferrier           | Bannie          |            |           |            |           |           |           |           |               |               |               |               |               |               |

Légende :
- Vainqueur
- Deuxième
- Éliminé(e) par le Conseil Final
- Éliminé(e) (banni ou conseil)
- Traître
- Traître éliminé au conseil

Notes :
1. ↑  Laurent Ruquier n'est pas présent à ce conseil pour raisons médicales. Il n'est pas immunisé pour autant.
2. ↑  Crazy Sally n'est pas présente à ce conseil pour raisons médicales. Elle n'est pas immunisée pour autant.

### Liste des épreuves d'immunité
| Avant la réunion des traîtres (N⁰) | Nombre d'équipes | Épreuve | Détenteur                                                          | Résultat du bannissement | Résultat du bannissement | Résultat du bannissement | Résultat du bannissement |
| ---------------------------------- | ---------------- | --- | ------------------------------------------------------------------ | --- | --- | --- | --- |
| 1                                  | 2                | Résoudre des questions de logique | Arthur Lombard                                                     | Julie Ferrier | Julie Ferrier | Julie Ferrier | Julie Ferrier |
| 2                                  | 9 groupes de 2   | Défi de bluff (que contient une malle ?) par groupes de deux jusqu'aux vainqueurs (deux groupes). Les vainqueurs remportent ce coup-ci tous l'immunité publiquement. | Gwendal Marimoutou, Emy LTR, Jean-Christophe Bouvet, Maxime Mermoz | Bruno Hourcade | Bruno Hourcade | Bruno Hourcade | Bruno Hourcade |
| 3                                  | 4                | Trouver un code grâce à des indices afin d'ouvrir un frigo de morgue.                                                                                                | Frédérique Bel                                                     | Valérie Trierweiler | Valérie Trierweiler | Valérie Trierweiler | Valérie Trierweiler |
| 4                                  | individuelle     | Manger des plats dont certains sont piégés, d'autres non. Les autres votent : si la personne qui a ce plat piégé réussi à bluffer, elle gagne.                       | Romain Puértolas                                                   | Sylvie Tellier | Sylvie Tellier | Sylvie Tellier | Sylvie Tellier |
| 5                                  | Pas d'épreuve    | - | aucun                                                              | Maxime Mermoz | Maxime Mermoz | Maxime Mermoz | Maxime Mermoz |
| 6                                  | 3                | Jeu des sept erreurs dans une pièce du château | Crazy Sally                                                        | Pas de bannissement immédiat. Quatre candidats sont placés dans le donjon de la mort. | Pas de bannissement immédiat. Quatre candidats sont placés dans le donjon de la mort. | Pas de bannissement immédiat. Quatre candidats sont placés dans le donjon de la mort. | Pas de bannissement immédiat. Quatre candidats sont placés dans le donjon de la mort. |
| 6                                  | 3                | Jeu des sept erreurs dans une pièce du château | Crazy Sally                                                        | Carla Lazzari | Studio Danielle, | Laurent Ruquier | Laly Meignan, |
| 6                                  | 3                | Jeu des sept erreurs dans une pièce du château | Crazy Sally                                                        | Carla Lazzari | | | |
| Épreuve spéciale 1                 | Individuelle     | Trouver si une histoire loufoque est inventée ou vraie | Bruno Solo                                                         | Pas d'immunité (le banni sera un des quatre placé dans le donjon de la mort la veille) mais un double vote au prochain conseil et la possibilité de sauver un des candidats du donjon de la mort. | Pas d'immunité (le banni sera un des quatre placé dans le donjon de la mort la veille) mais un double vote au prochain conseil et la possibilité de sauver un des candidats du donjon de la mort. | Pas d'immunité (le banni sera un des quatre placé dans le donjon de la mort la veille) mais un double vote au prochain conseil et la possibilité de sauver un des candidats du donjon de la mort. | Pas d'immunité (le banni sera un des quatre placé dans le donjon de la mort la veille) mais un double vote au prochain conseil et la possibilité de sauver un des candidats du donjon de la mort. |
| Épreuve spéciale 2                 | Individuelle     | Les yeux bandés, deviner l'identité d'une personne passée près de soi                                                                                                | Arthur Lombard                                                     | Pas d'immunité, mais la possibilité de découvrir le statut réel d'un candidat au choix. Il choisit Stomy et apprend qu'il est loyal.                                                              | Pas d'immunité, mais la possibilité de découvrir le statut réel d'un candidat au choix. Il choisit Stomy et apprend qu'il est loyal.                                                              | Pas d'immunité, mais la possibilité de découvrir le statut réel d'un candidat au choix. Il choisit Stomy et apprend qu'il est loyal.                                                              | Pas d'immunité, mais la possibilité de découvrir le statut réel d'un candidat au choix. Il choisit Stomy et apprend qu'il est loyal.                                                              |
| 7                                  | Pas d'épreuve    | - | aucun                                                              | Stomy Bugsy | Stomy Bugsy | Stomy Bugsy | Stomy Bugsy |
| Épreuve spéciale 3                 | 2 équipes de 3   | Surmonter ses peurs (saut dans le vide, immersion dans un puits) | Hugo Manos                                                         | Plus de bannissement, mais un accès au grenier pour toute l'équipe vainqueur (Hugo Manos, Arthur Lombard, Bruno Solo) et un double vote au conseil pour le gagnant Hugo Manos.                    | Plus de bannissement, mais un accès au grenier pour toute l'équipe vainqueur (Hugo Manos, Arthur Lombard, Bruno Solo) et un double vote au conseil pour le gagnant Hugo Manos.                    | Plus de bannissement, mais un accès au grenier pour toute l'équipe vainqueur (Hugo Manos, Arthur Lombard, Bruno Solo) et un double vote au conseil pour le gagnant Hugo Manos.                    | Plus de bannissement, mais un accès au grenier pour toute l'équipe vainqueur (Hugo Manos, Arthur Lombard, Bruno Solo) et un double vote au conseil pour le gagnant Hugo Manos.                    |

Légende :
- Éliminé(e) (banni)
- Indique que l'identité du vainqueur est connue de tous
- connu des traîtres
- Indique que le candidat est dans le couloir de la mort

Notes :
1. ↑  Comme habituellement, les autres joueurs ne sont pas au courant du détenteur de l'amulette. Toutefois, par hasard il se trouve que les trois gagnants accédant au tirage au sort sont les deux traîtres Frédérique Bel et Laurent Ruquier, plus Romain Puértolas. Comme les deux traîtres ont pu se concerter et s'informer mutuellement qu'ils n'ont pas décroché l'amulette, ils en connaissent ainsi son propriétaire.
2. ↑  Bannissement en "public et en temps réel". Les traîtres devaient donner une coupe à boire à leur victime lors d'un repas commun juste après le conseil. À l'issue du repas, l'animateur indique que celui qui a bu dans cette coupe est banni.
3. ↑  Fait inédit, aucune épreuve d'immunité n'eut lieu dans cet épisode.
4. 1 2 3 4 5 6  Éric Antoine annonce aux traîtres que ce bannissement aura lieu en deux temps : les traîtres doivent désigner quatre candidats (dont possiblement un ou plusieurs traîtres) qui sont placés le "donjon de la mort". Le lendemain matin, tous les participants sont informés qu'il n'y a pas eu de bannissement dans la nuit, mais que les traîtres ont placés quatre candidats dans le donjon de la mort. L'animateur leur indique alors le nom de quatre désignés, qui passeront la journée isolés dans le donjon, et indique que l'un de ces quatre sera éliminé le soir même à l'issue du conseil. Finalement, à l'issue du conseil, le choix définitif des traîtres se porte sur Carla Lazzari.
5. ↑  Le candidat vainqueur de l'épreuve suivante obtient un double vote et la possibilité de donner l'immunité à un des quatre bannis du donjon de la mort. Bruno Solo sauve Studio Danielle.
6. ↑  Éliminée au conseil, avant même le choix final des traîtres.
7. ↑  Aucune épreuve d'immunité n'eut lieu avant le dernier bannissement.

## Saison 4 (2025)

### Tournage
Le tournage de la saison 4 s'est effectué dans le courant du mois de décembre 2024 au Château de Bournel dans le Doubs.

### Participants
Tout comme la saison précédente, 20 candidats participeront à cette quatrième saison.
| Participant      | Occupation                                                              | Durée      | Rôle                       | Statut                       | Association                                                         |
| ---------------- | ----------------------------------------------------------------------- | ---------- | -------------------------- | ---------------------------- | ------------------------------------------------------------------- |
| Adil Rami        | Ancien footballeur international et champion du monde en 2018           | Ép. 1 à 14 | Traître                    | Gagnant                      | 44 000 € pour l'Association Léo                                     |
| Alizé Cornet     | Ancienne tenniswoman, écrivaine et consultante sportive                 | Ép. 1 à 14 | Loyale                     | Deuxièmes                    | Sourire et Partage                                                  |
| Rose THR         | Influenceuse                                                            | Ép. 1 à 14 | Loyale                     | Deuxièmes                    | Action Protection Animale (APA)                                     |
| Nicolas Lacroix  | Humoriste                                                               | Ép. 1 à 14 | Loyal                      | Éliminé (Conseil final)      | Les Petits Pas de la Grenouille                                     |
| Anthony Colette  | Chorégraphe, ancien danseur professionnel de Danse avec les stars       | Ép. 1 à 14 | Loyal                      | Éliminé (Conseil final)      | Association pour l'Information et la Prévention de la Drépanocytose |
| Dominique Tapie  | Écrivaine, veuve de Bernard Tapie                                       | Ép. 1 à 14 | Loyale                     | Éliminée (Conseil final)     | Fondation Brigitte-Bardot                                           |
| Sophie Tapie     | Chanteuse, fille de Bernard Tapie                                       | Ép. 1 à 14 | Traître                    | Éliminée (Conseil final)     | SPA de Bayonne                                                      |
| Hugo Lebœuf      | Youtubeur et fils de Frank Lebœuf                                       | Ép. 1 à 12 | Loyal                      | Éliminé (Traîtres)           | Les Papillons                                                       |
| Cospiel          | Pasteur                                                                 | Ép. 1 à 11 | Loyal                      | Éliminé (Conseil)            | Tout pour le Royaume                                                |
| Francis Huster   | Acteur                                                                  | Ép. 1 à 10 | Loyal                      | Éliminé (Traîtres)           | Autisme Info Service                                                |
| Liane Foly       | Chanteuse, imitatrice et comédienne                                     | Ép. 1 à 10 | Loyale (Ép. 1 à 6) Traître | Éliminée (Conseil)           | La Puissance du Lien                                                |
| Raquel Garrido   | Avocate, chroniqueuse et femme politique                                | Ép. 1 à 9  | Loyale                     | Éliminée (Traîtres)          | Secours populaire français (section Bobigny)                        |
| Seth Gueko       | Rappeur                                                                 | Ép. 1 à 8  | Loyal                      | Éliminé (Conseil)            | Les Disparus Anonymes (LDA)                                         |
| Jade Lebœuf      | Influenceuse, fille de Frank Lebœuf                                     | Ép. 1 à 7  | Loyale                     | Abandon (Raison personnelle) | Elle's imagine'nt                                                   |
| Bianca Costa     | Chanteuse de bossa brésilienne                                          | Ép. 1 à 6  | Loyale                     | Éliminée (Conseil)           | Que de l'amour                                                      |
| Logfive          | TikTokeur                                                               | Ép. 1 à 5  | Traître                    | Éliminé (Conseil)            | La Demeure Monday                                                   |
| Yoann Riou       | Journaliste, consultant sportif, chroniqueur et animateur de télévision | Ép. 1 à 4  | Loyal                      | Éliminé (Traîtres)           | Société nationale de sauvetage en mer                               |
| Adeline Toniutti | Chanteuse et ancienne professeure de chant de la Star Academy           | Ép. 1 à 4  | Loyale                     | Éliminée (Conseil)           | Octobre rose                                                        |
| Terence Telle    | Mannequin et acteur                                                     | Ép. 1 et 2 | Loyal                      | Éliminé (Conseil)            | Ligue nationale contre le cancer                                    |
| Laurent Maistret | Ancien aventurier de Koh-Lanta et animateur de télévision               | Ép. 1 et 2 | Loyal                      | Éliminé (Traîtres)           | Mécénat Chirurgie cardiaque                                         |

Légende :
- Vainqueur
- Troisième
- En jeu
- Éliminé(e) par le Conseil Final
- Éliminé(e)

### Liste des épreuves
| Avant la réunion des traîtres (N⁰)                             | Nombre d'équipes                            | Épreuve | Détenteur                                                                                             | Résultat du bannissement | Résultat du bannissement | Résultat du bannissement | Résultat du bannissement |
| -------------------------------------------------------------- | ------------------------------------------- | --- | --- | --- | --- | --- | --- |
| Avant l'entrée au château                                      | 4                                           | Jeu de bluff (que contient une boîte) | Les trois équipes gagnantes intègrent le château                                                      | Pas de bannissement | Pas de bannissement | Pas de bannissement | Pas de bannissement |
| 1                                                              | Pas d'épreuve                               | - | Aucun                                                                                                 | Laurent Maistret | Laurent Maistret | Laurent Maistret | Laurent Maistret |
| 2                                                              | Individuel                                  | Jeu de bluff sur les objets (chaud ou froid, lourd ou léger, piment) | Seth Gueko                                                                                            | Pas de bannissement immédiat. Quatre candidats qui auront touché une pomme sont placés dans le donjon de la mort. Éric Antoine a annoncé "après coup" que c'était les pommes qui étaient maudites.                       | Pas de bannissement immédiat. Quatre candidats qui auront touché une pomme sont placés dans le donjon de la mort. Éric Antoine a annoncé "après coup" que c'était les pommes qui étaient maudites.                       | Pas de bannissement immédiat. Quatre candidats qui auront touché une pomme sont placés dans le donjon de la mort. Éric Antoine a annoncé "après coup" que c'était les pommes qui étaient maudites.                       | Pas de bannissement immédiat. Quatre candidats qui auront touché une pomme sont placés dans le donjon de la mort. Éric Antoine a annoncé "après coup" que c'était les pommes qui étaient maudites.                       |
| 2                                                              | Individuel                                  | Jeu de bluff sur les objets (chaud ou froid, lourd ou léger, piment) | Seth Gueko                                                                                            | Seth Gueko, | Bianca Costa, | Yoann Riou | Dominique Tapie |
| 2                                                              | Individuel                                  | Jeu de bluff sur les objets (chaud ou froid, lourd ou léger, piment) | Seth Gueko                                                                                            | Yoann Riou | | | |
| Épreuve spéciale 1                                             | Collective                                  | Trouver des cercueils | Aucun                                                                                                 | Épreuve collective. Si le groupe gagne l'épreuve suivante, collective, il pourra collégialement donner l'immunité à un des quatre bannis du donjon de la mort. Bianca Costa est désignée collectivement et ainsi sauvée. | Épreuve collective. Si le groupe gagne l'épreuve suivante, collective, il pourra collégialement donner l'immunité à un des quatre bannis du donjon de la mort. Bianca Costa est désignée collectivement et ainsi sauvée. | Épreuve collective. Si le groupe gagne l'épreuve suivante, collective, il pourra collégialement donner l'immunité à un des quatre bannis du donjon de la mort. Bianca Costa est désignée collectivement et ainsi sauvée. | Épreuve collective. Si le groupe gagne l'épreuve suivante, collective, il pourra collégialement donner l'immunité à un des quatre bannis du donjon de la mort. Bianca Costa est désignée collectivement et ainsi sauvée. |
| Épreuve spéciale 2 pas d'immunité, mais double vote au conseil | Individuelle                                | Associer des personnalités à leur objet | Jade Lebœuf (pas d'immunité, mais double vote au conseil)                                             | Pas de bannissement : double vote au conseil | Pas de bannissement : double vote au conseil | Pas de bannissement : double vote au conseil | Pas de bannissement : double vote au conseil |
| 3                                                              | Pas d'épreuve                               | - | Aucun                                                                                                 | Pas de bannissement : un loyal peut devenir traître. Mais Raquel Garrido refuse. | Pas de bannissement : un loyal peut devenir traître. Mais Raquel Garrido refuse. | Pas de bannissement : un loyal peut devenir traître. Mais Raquel Garrido refuse. | Pas de bannissement : un loyal peut devenir traître. Mais Raquel Garrido refuse. |
| 4                                                              | 8                                           | Diverses épreuves autour du mariage | Inconnu (Rose THR ou Adil Rami ou Dominique Tapie ou Sophie Tapie ou Alizé Cornet ou Nicolas Lacroix) | Pas de bannissement : un loyal peut devenir traître. Liane Foly accepte. | Pas de bannissement : un loyal peut devenir traître. Liane Foly accepte. | Pas de bannissement : un loyal peut devenir traître. Liane Foly accepte. | Pas de bannissement : un loyal peut devenir traître. Liane Foly accepte. |
| 5 Immunité spéciale                                            | 1 équipe de trois désignée par Bianca Costa | Associer les participants à leur personnalité | Anthony Colette, Cospiel, Nicolas Lacroix                                                             | Raquel Garrido | Raquel Garrido | Raquel Garrido | Raquel Garrido |
| 6                                                              | Collective (avec 3 équipes différentes)     | Retrouver des clés. 2 clés sont inutiles mais la dernière donnera une immunité collective et il n'y aura pas de bannissement. Les traîtres savent où sont cachés les clés. | Échec. Pas d'immunité                                                                                 | Francis Huster | Francis Huster | Francis Huster | Francis Huster |
| 7                                                              | Individuelle                                | Diverses épreuves (pendu, magie, trouver des sons). Tous les vainqueurs sont immunisés.                                                                                    | Anthony Colette, Alizé Cornet, Sophie Tapie, Rose THR, Nicolas Lacroix                                | Hugo Lebœuf | Hugo Lebœuf | Hugo Lebœuf | Hugo Lebœuf |
| Épreuve spéciale 3                                             | Individuelle                                | Première phase : trouver ce que le candidat précédent pensait de soi (traître, loyal). Les quatre vainqueurs accèdent au grenier                                           | Adil Rami, Dominique Tapie, Rose THR, Nicolas Lacroix                                                 | Plus de bannissement. Accès au grenier. | Plus de bannissement. Accès au grenier. | Plus de bannissement. Accès au grenier. | Plus de bannissement. Accès au grenier. |
| Épreuve spéciale 3                                             | Individuelle                                | Les quatre vainqueurs accèdent à la seconde phase : compter des rats, puis vote collégial entre les deux vainqueurs                                                        | Adil Rami                                                                                             | Plus de bannissement. Double vote. | Plus de bannissement. Double vote. | Plus de bannissement. Double vote. | Plus de bannissement. Double vote. |

Légende :
- Éliminé(e) (banni)
- Indique que l'identité du vainqueur est connue de tous
- Connu des traîtres
- Indique que le candidat est dans le couloir de la mort

Notes :
1. 1 2  Un premier jeu est organisé avant l'entrée au château avec quatre équipes de cinq. L'équipe perdante n'intègrera le château le lendemain avec un traître sur les cinq. Yoann Riou, Logfive, Jade Lebœuf, Hugo André et Raquel Garrido perdent le jeu.
2. 1 2  Aucune épreuve d'immunité n'eut lieu dans cet épisode.
3. 1 2 3 4 5 6  Éric Antoine annonce aux traîtres qu'ils doivent désigner quatre candidats (dont possiblement un ou plusieurs traîtres) qui seront placés dans le "donjon de la mort" lors d'un repas : ceux qui auront touché une pomme. Parmi les quatre, Seth Gueko dispose de l'immunité.
4. ↑  Ayant touché une pomme et donc désigné parmi les quatre, Seth Gueko dispose de l'immunité. Elle est appliquée immédiatement.
5. ↑  Si le groupe gagne l'épreuve suivante, collective, il pourra collégialement donner l'immunité à un des bannis du donjon de la mort. Bianca Costa est désignée collectivement et sauvée.
6. ↑  À la suite du refus de Raquel Garrido, les deux traîtres restantes peuvent à nouveau bannir un loyal, soit proposer à un candidat de remplacer le traître éliminé. Elles choisissent cette option et Liane Foly devient traître. Il n'y ainsi pas de bannissement : pour cette raison, l'identité du détenteur de l'amulette n'a pas été révélée précisément dans l'émission. Cela pouvait être soit Rose THR, Adil Rami, Dominique Tapie, Sophie Tapie, Alizé Cornet ou Nicolas Lacroix.
7. 1 2  La dernière éliminée, Bianca Costa, a pu offrir l'immunité à trois candidats. En outre, ceux-ci peuvent en plus, en fonction de leur résultat à une épreuve, accéder à la vidéo de l'entretien de jusqu'à trois candidats avec l'animateur au moment du choix des traîtres. Le trio débloque deux vidéos et choisit Sophie Tapie et Hugo Lebœuf.

## Saison 5 (2025)

### Participants
Pour la cinquième saison, seize personnalités participent au jeu. Une nouveauté émaillera cependant cette cinquième saison : trois personnes masquées, dont le rôle n'est pas encore déterminé totalement, prendront part au jeu.
| Participant            | Occupation                                                                                     | Durée | Rôle | Statut | Association |
| ---------------------- | ---------------------------------------------------------------------------------------------- | ----- | ---- | ------ | ----------- |
| Olivier Bal            | Écrivain, auteur de romans policiers                                                           |       |      |        |             |
| Anne-Élisabeth Blateau | Actrice, réalisatrice, scénariste et dramaturge                                                |       |      |        |             |
| Christine Bravo        | Animatrice, chroniqueuse et écrivaine                                                          |       |      |        |             |
| Fabienne Carat         | Actrice, humoriste et chanteuse                                                                |       |      |        |             |
| Camille Cerf           | Miss Nord-Pas-de-Calais 2014, Miss France 2015, mannequin, créatrice de lingerie et animatrice |       |      |        |             |
| Raymond Domenech       | Ancien joueur et entraîneur de football                                                        |       |      |        |             |
| Tania Dutel            | Humoriste                                                                                      |       |      |        |             |
| Théo Fernandez         | Acteur                                                                                         |       |      |        |             |
| Anaïs Lunet            | Chef d'entreprise, amie de Marlène Schiappa                                                    |       |      |        |             |
| Helena Noguerra        | Chanteuse, comédienne et romancière                                                            |       |      |        |             |
| Fabien Olicard         | Mentaliste, humoriste et vidéaste web                                                          |       |      |        |             |
| Marlène Schiappa       | Femme politique et essayiste                                                                   |       |      |        |             |
| Doigby                 | Vidéaste web et animateur                                                                      |       |      |        |             |
| Lou                    | Chanteuse et comédienne                                                                        |       |      |        |             |
| Marcus                 | Influenceur, meilleur ami de Lena Situations                                                   |       |      |        |             |
| Yanns                  | Auteur-compositeur-interprète de musique urbaine                                               |       |      |        |             |

Légende :
- Vainqueur
- Troisième
- En jeu
- Éliminé(e) par le Conseil Final
- Éliminé(e)

## Spin-off
En août 2024, Éric Antoine, interviewé par Télé Star, confirme qu'une saison a déjà été tournée avec des « créateurs de contenus ».

### Participants
Pour ce spin-off, quatorze influenceurs et créateurs de contenus participent au jeu,.
| Participant     | Occupation                                             | Durée     | Rôle    | Statut                   | Association                      |
| --------------- | ------------------------------------------------------ | --------- | ------- | ------------------------ | -------------------------------- |
| Briac Glaud     | Participant de Pékin Express : La Route des 50 volcans | Ép. 1 à 8 | Loyal   | Gagnants                 | 5500€ pour L214                  |
| Andy Raconte    | Youtubeuse, participante à la saison 2 des Traîtres    | Ép. 1 à 8 | Loyale  | Gagnants                 | 5500€ pour One Voice             |
| LeBouseuh       | Youtubeur                                              | Ép. 1 à 8 | Loyal   | Gagnants                 | 5500€ pour La SPA                |
| Daniela Capone  | Influenceuse                                           | Ép. 1 à 8 | Traître | Éliminée (Conseil final) | Les Restaurants du Cœur          |
| Darko Bozovic   | Participant de Secret Story 10                         | Ép. 1 à 8 | Loyal   | Éliminé (Conseil final)  | Association Carl                 |
| Sora            | Youtubeur                                              | Ép. 1 à 8 | Traître | Éliminé (Conseil final)  | Association Petits Princes       |
| Monsieur Pof    | TikTokeur                                              | Ép. 1 à 7 | Loyal   | Éliminé (Traîtres)       | L'Institut du Cerveau            |
| EnjoyPhoenix    | Entrepreneuse, vidéaste et influenceuse                | Ép. 1 à 7 | Traître | Éliminée (Conseil)       | Surfrider Foundation Europe      |
| Jenny Letellier | Youtubeuse, binôme de Valentin Jean                    | Ép. 1 à 5 | Loyale  | Éliminé (Conseil)        | Refuge GroinGroin                |
| Raphma          | Influenceur, compagnon de Shera Kerienski              | Ép. 1 à 5 | Loyal   | Éliminé (Traîtres)       | Fondation Assistance aux Animaux |
| Valentin Jean   | Youtubeur, binôme de Jenny Letellier                   | Ép. 1 à 4 | Loyal   | Éliminé (Conseil)        | Tout le monde contre le cancer   |
| Shera Kerienski | Youtubeuse                                             | Ép. 1 à 3 | Loyale  | Éliminée (Traîtres)      | La Maison des femmes             |
| Jeel            | Vidéaste web et streameuse                             | Ép. 1 à 2 | Loyale  | Éliminé (Conseil)        | La Tanière                       |
| Danny Khezzar   | Chef cuisinier, finaliste de Top Chef 2023             | Ép. 1 à 2 | Loyal   | Éliminé (Traîtres)       | Association Lazare               |

Légende :
- Vainqueur
- Troisième
- En jeu
- Éliminé(e) par le Conseil Final
- Éliminé(e)

### Résumé des votes
| Participant     | Conseil 1     | Conseil 2    | Conseil 3 | Conseil 3 | Conseil 4     | Conseil 4     | Conseil final | Conseil final | Conseil final | Conseil final | Conseil final |
| Briac Glaud     | LeBouseuh     | Valentin     | Jenny     | Jenny     | Sora          | Sora          | Sora          | Darko         | Daniela       | Daniela       | Vainqueur     |
| Andy Raconte    | LeBouseuh     | Jenny        | Jenny     | Jenny     | Darko         | Darko         | Sora          | Darko         | Daniela       | Daniela       | Vainqueur     |
| LeBouseuh       | Jeel          | Valentin     | Darko     | Darko     | Enjoy Phoenix | Enjoy Phoenix | Sora          | Darko         | Daniela       | Daniela       | Vainqueur     |
| Daniela Capone  | LeBouseuh     | Jenny        | Jenny     | Jenny     | Enjoy Phoenix | Enjoy Phoenix | Sora          | Andy          | Andy          | Andy          |               |
| Darko Bozovic   | Valentin      | Valentin     | LeBouseuh | LeBouseuh | Enjoy Phoenix | Enjoy Phoenix | Sora          | Andy          |               |               |               |
| Sora            | LeBouseuh     | Jenny        | Jenny     | Jenny     | Enjoy Phoenix | Enjoy Phoenix | Briac         |               |               |               |               |
| Monsieur Pof    | Jenny         | Valentin     | Jenny     | Jenny     | Enjoy Phoenix | Enjoy Phoenix | Banni         |               |               |               |               |
| EnjoyPhoenix    | Jeel          | Valentin     | Jenny     | Jenny     | Darko         | Darko         |               |               |               |               |               |
| Jenny Letellier | Jeel          | Monsieur Pof | Darko     | Darko     |               |               |               |               |               |               |               |
| Raphma          | Enjoy Phoenix | Valentin     | Banni     |           |               |               |               |               |               |               |               |
| Valentin Jean   | Jeel          | LeBouseuh    |           |           |               |               |               |               |               |               |               |
| Shera Kerienski | Jeel          | Bannie       |           |           |               |               |               |               |               |               |               |
| Jeel            | Enjoy Phoenix |              |           |           |               |               |               |               |               |               |               |
| Danny Khezzar   | Banni         |              |           |           |               |               |               |               |               |               |               |

### Liste des épreuves
| Avant la réunion des traîtres (N⁰) | Nombre d'équipes | Épreuve | Détenteur                    | Résultat du bannissement | Résultat du bannissement | Résultat du bannissement |
| ---------------------------------- | ---------------- | --- | ---------------------------- | --- | --- | --- |
| 1                                  | 2                | Trouver des objets dans le noir                                                                               | Daniela Capone               | Danny Khezzar | Danny Khezzar | Danny Khezzar |
| 2                                  | 2                | Blind test | Raphma                       | Shera Kerienski | Shera Kerienski | Shera Kerienski |
| 3                                  | 3                | Affronter ses peurs                                                                                           | Sora                         | Raphma | Raphma | Raphma |
| Épreuve spéciale 1                 | Individuelle     | Défi de bluff (que contient une assiette) par élimination jusqu'au vainqueur (qui sera connu de tous)         | Monsieur Pof (double vote)   | Pas d'immunité mais un double vote au prochain conseil                                                                              | Pas d'immunité mais un double vote au prochain conseil                                                                              | Pas d'immunité mais un double vote au prochain conseil                                                                              |
| 4                                  | pas d'épreuve    | - | Aucun                        | Pas de bannissement immédiat. Trois candidats sont placés dans le donjon de la mort.                                                | Pas de bannissement immédiat. Trois candidats sont placés dans le donjon de la mort.                                                | Pas de bannissement immédiat. Trois candidats sont placés dans le donjon de la mort.                                                |
| 4                                  | pas d'épreuve    | - | Aucun                        | Monsieur Pof | Daniela Capone | Andy Raconte |
| 4                                  | pas d'épreuve    | - | Aucun                        | Monsieur Pof | | |
| Épreuve spéciale 2                 | Individuelle     | Défis divers, les gagnants accédant au tirage sort                                                            | Briac Glaud                  | Pas de bannissement (le dernier banni sera un des trois placés dans le donjon de la mort la veille) mais un double vote au conseil. | Pas de bannissement (le dernier banni sera un des trois placés dans le donjon de la mort la veille) mais un double vote au conseil. | Pas de bannissement (le dernier banni sera un des trois placés dans le donjon de la mort la veille) mais un double vote au conseil. |
| Épreuve spéciale 3                 | Individuelle     | Rester sans bouger (possibilité d'abandonner au milieu en ayant une chance sur deux de gagner un double vote) | Daniela Capone               | Daniela Capone dispose d'un double vote .                                                                                           | Daniela Capone dispose d'un double vote .                                                                                           | Daniela Capone dispose d'un double vote .                                                                                           |
| Épreuve spéciale 3                 | Individuelle     | Rester sans bouger (possibilité d'abandonner au milieu en ayant une chance sur deux de gagner un double vote) | Briac Glaud, Sora, LeBouseuh | Accès au grenier | Accès au grenier | Accès au grenier |

Légende :
- Éliminé(e) (banni)
- Indique que l'identité du vainqueur est connue de tous
- Connu des traîtres
- Indique que le candidat est dans le couloir de la mort

Notes :
1. 1 2  Cette épreuve ne délivre pas d'immunité mais un double vote au prochain conseil pour le vainqueur.
2. 1 2 3 4 5  À l'instar des saisons précédentes, Éric Antoine annonce aux traîtres que le dernier bannissement aura lieu en deux temps : les traîtres doivent désigner trois candidats (dont possiblement un ou plusieurs traîtres) qui sont placés le "donjon de la mort". Le lendemain matin, tous les participants sont informés qu'il n'y a pas eu de bannissement dans la nuit, mais que les traîtres ont placés trois candidats dans le donjon de la mort. L'animateur leur indique alors le nom des désignés, qui passeront la journée isolés dans le donjon, et indique que l'un de ces trois sera éliminé le soir même à l'issue du conseil. Finalement, à l'issue du conseil, le choix définitif des traîtres se porte sur Monsieur Pof.
3. 1 2 3  Pour cette dernière épreuve donnant accès au grenier, les candidats ne doivent pas déplacer leurs main d'un table malgré divers supplies. Toutefois, au milieu du jeu les candidats peuvent choisir d'abandonner en se saisissant d'une enveloppe parmi deux qui leur sont présentées. L'une contient un double vote, l'autre est vide. Daniela Capone tente sa chance et choisit la bonne enveloppe, récupérant ainsi un double vote à utiliser lors de n'importe quel tour du conseil final. Tous les candidats sont au courant de ce double vote.

## Jeu de société
Un jeu de société issu de l’émission sort en septembre 2023 et est édité par Goliath.

## Audiences

### Saison 1
| Épisode            | Date de diffusion     | Nombre de téléspectateurs | Part de marché  | Part de marché | Classement des audiences | Réf.    |
| Épisode            | Date de diffusion     | Nombre de téléspectateurs | (4 ans et plus) | (FRDA-50)      | Classement des audiences | Réf.    |
| ------------------ | --------------------- | ------------------------- | --------------- | -------------- | ------------------------ | ------- |
| 1                  | Mercredi 17 août 2022 | 2 600 000                 | 14,2 %          | 38,3 %         | 1er                      | [ a 1 ] |
| 2                  | Mercredi 17 août 2022 | 2 320 000                 | 16 %            | 38,3 %         | 1er                      | [ a 1 ] |
| 3                  | Mercredi 24 août 2022 | 2 130 000                 | 12,3 %          | 30,9 %         | 1er                      | [ a 2 ] |
| 4                  | Mercredi 24 août 2022 | 1 990 000                 | 13,5 %          | 30,9 %         | 1er                      | [ a 2 ] |
| 5                  | Mercredi 31 août 2022 | 1 870 000                 | 9,1 %           | 27,9 %         | 3e                       | [ a 3 ] |
| 6                  | Mercredi 31 août 2022 | 1 830 000                 | 11,6 %          | 27,9 %         | 3e                       | [ a 3 ] |
| Bilan de la saison | Bilan de la saison    | 2 120 000                 | 12,8 %          | 32,4 %         | NC                       | [ a 4 ] |

Légende :
- Plus hauts scores d'audiences
- Plus bas scores d'audiences

### Saison 2
| Épisode            | Date de diffusion        | Nombre de téléspectateurs | Part de marché  | Part de marché | Classement des audiences | Réf.     |
| Épisode            | Date de diffusion        | Nombre de téléspectateurs | (4 ans et plus) | (FRDA-50)      | Classement des audiences | Réf.     |
| ------------------ | ------------------------ | ------------------------- | --------------- | -------------- | ------------------------ | -------- |
| 1                  | Mercredi 12 juillet 2023 | 1 850 000                 | 10,1 %          | 26,5 %         | 3e                       | [ a 5 ]  |
| 2                  | Mercredi 12 juillet 2023 | 1 740 000                 | 11,8 %          | 26,5 %         | 3e                       | [ a 5 ]  |
| 3                  | Mercredi 19 juillet 2023 | 2 030 000                 | 11,6 %          | 28,2 %         | 3e                       | [ a 6 ]  |
| 4                  | Mercredi 19 juillet 2023 | 1 750 000                 | 11,9 %          | 28,2 %         | 3e                       | [ a 6 ]  |
| 5                  | Mercredi 26 juillet 2023 | 2 290 000                 | 12,8 %          | 32,8 %         | 2e                       | [ a 7 ]  |
| 6                  | Mercredi 26 juillet 2023 | 1 930 000                 | 13,4 %          | 32,8 %         | 2e                       | [ a 7 ]  |
| 7                  | Mercredi 2 août 2023     | 2 230 000                 | 12 %            | 27,2 %         | 3e                       | [ a 8 ]  |
| 8                  | Mercredi 2 août 2023     | 1 940 000                 | 13,4 %          | 27,2 %         | 3e                       | [ a 8 ]  |
| 9                  | Mercredi 9 août 2023     | 2 030 000                 | 11,7 %          | 33,4 %         | 2e                       | [ a 9 ]  |
| 10                 | Mercredi 9 août 2023     | 2 110 000                 | 16,1 %          | 33,4 %         | 2e                       | [ a 9 ]  |
| Bilan de la saison | Bilan de la saison       | 1 990 000                 | 12,5 %          | 29,6 %         | NC                       | [ a 10 ] |

Légende :
- Plus hauts scores d'audiences
- Plus bas scores d'audiences

### Saison 3
| Épisode            | Date de diffusion          | Nombre de téléspectateurs | Part de marché  | Part de marché | Classement des audiences | Réf.     |
| Épisode            | Date de diffusion          | Nombre de téléspectateurs | (4 ans et plus) | (FRDA-50)      | Classement des audiences | Réf.     |
| ------------------ | -------------------------- | ------------------------- | --------------- | -------------- | ------------------------ | -------- |
| 1                  | Jeudi 15 août 2024         | 1 900 000                 | 12,1 %          | 33,3 %         | 2e                       | [ a 11 ] |
| 2                  | Jeudi 15 août 2024         | 1 840 000                 | 14,5 %          | 33,3 %         | 3e                       | [ a 11 ] |
| 3                  | Jeudi 22 août 2024         | 2 060 000                 | 12,1 %          | 30,7 %         | 2e                       | [ a 12 ] |
| 4                  | Jeudi 22 août 2024         | 1 880 000                 | 13,3 %          | 30,7 %         | 2e                       | [ a 12 ] |
| 5                  | Jeudi 29 août 2024         | 1 970 000                 | 10,8 %          | 30 %           | 4e                       | [ a 13 ] |
| 6                  | Jeudi 29 août 2024         | 1 750 000                 | 12,7 %          | 30 %           | 4e                       | [ a 13 ] |
| 7                  | Vendredi 13 septembre 2024 | 1 810 000                 | 10 %            | 26 %           | 3e                       | [ a 14 ] |
| 8                  | Vendredi 13 septembre 2024 | 1 590 000                 | 12,2 %          | 26 %           | 3e                       | [ a 14 ] |
| 9                  | Vendredi 20 septembre 2024 | 1 630 000                 | 9 %             | 22,9 %         | 3e                       | [ a 15 ] |
| 10                 | Vendredi 20 septembre 2024 | 1 440 000                 | 9,7 %           | 22,9 %         | 3e                       | [ a 15 ] |
| 11                 | Vendredi 27 septembre 2024 | 1 800 000                 | 9,5 %           | 23,5 %         | 3e                       | [ a 16 ] |
| Bilan de la saison | Bilan de la saison         | 1 790 000                 | 11,4 %          |                |                          | [ a 17 ] |

Légende :
- Plus hauts scores d'audiences
- Plus bas scores d'audiences

### Saison 4
| Épisode            | Date de diffusion   | Nombre de téléspectateurs | Part de marché  | Part de marché | Classement des audiences | Réf.     |
| Épisode            | Date de diffusion   | Nombre de téléspectateurs | (4 ans et plus) | (FRDA-50)      | Classement des audiences | Réf.     |
| ------------------ | ------------------- | ------------------------- | --------------- | -------------- | ------------------------ | -------- |
| 1                  | Jeudi 3 avril 2025  | 1 670 000                 | 9,1 %           | 24 %           | 3e                       | [ a 18 ] |
| 2                  | Jeudi 3 avril 2025  | 1 380 000                 | 10,7 %          | 23,7 %         | 3e                       | [ a 18 ] |
| 3                  | Jeudi 10 avril 2025 | 1 441 000                 | 8 %             | 18,8 %         | 4e                       | [ a 19 ] |
| 4                  | Jeudi 10 avril 2025 | 1 200 000                 | 9,3 %           | 19,7 %         | 4e                       | [ a 19 ] |
| 5                  | Jeudi 17 avril 2025 | 1 491 000                 | 8,2 %           | 19,8 %         | 3e                       | [ a 20 ] |
| 6                  | Jeudi 17 avril 2025 | 1 210 000                 | 8,9 %           | 21 %           | 4e                       | [ a 20 ] |
| 7                  | Jeudi 24 avril 2025 | 1 661 000                 | 9,4 %           | 25,6 %         | 4e                       | [ a 21 ] |
| 8                  | Jeudi 24 avril 2025 | 1 430 000                 | 11,1 %          | 25,3 %         | 3e                       | [ a 21 ] |
| 9                  | Jeudi 1er mai 2025  | 1 478 000                 | 8,5 %           | 25,2 %         | 3e                       | [ a 22 ] |
| 10                 | Jeudi 1er mai 2025  | 1 320 000                 | 9,5 %           | 25,9 %         | 3e                       | [ a 22 ] |
| 11                 | Jeudi 8 mai 2025    | 1 767 000                 | 9,9 %           | 26,5 %         | 4e                       | [ a 23 ] |
| 12                 | Jeudi 8 mai 2025    | 1 600 000                 | 10,8 %          | 28,1 %         | 4e                       | [ a 23 ] |
| 13                 | Samedi 10 mai 2025  | 1 263 000                 | 7,3 %           | 23,3 %         | 4e                       | [ a 24 ] |
| 14                 | Samedi 10 mai 2025  | 1 230 000                 | 8,3 %           | 24,6 %         | 4e                       | [ a 24 ] |
| Bilan de la saison | P1                  | 1 540 000                 | 8,6 %           | 23,3 %         |                          | [ a 25 ] |
| Bilan de la saison | P2                  | 1 340 000                 | 9,8 %           | 24 %           |                          | [ a 25 ] |

Légende :
- Plus hauts scores d'audiences
- Plus bas scores d'audiences

### Saison 5
| Épisode | Date de diffusion      | Nombre de téléspectateurs | Part de marché  | Part de marché | Classement des audiences | Réf. |
| Épisode | Date de diffusion      | Nombre de téléspectateurs | (4 ans et plus) | (FRDA-50)      | Classement des audiences | Réf. |
| ------- | ---------------------- | ------------------------- | --------------- | -------------- | ------------------------ | ---- |
| 1       | Mardi 2 septembre 2025 |                           |                 |                |                          |      |
| 2       | Mardi 2 septembre 2025 |                           |                 |                |                          |      |

Légende :
- Plus hauts scores d'audiences
- Plus bas scores d'audiences

|                                                                |
| Légende : Saison 1 / Saison 2 / Saison 3 / Saison 4 / Saison 5 |

### Audiences
1. ↑  Ludovic Galtier Lloret, « Audiences : Quel score pour le lancement du jeu Les traîtres avec Éric Antoine sur M6 ? », sur ozap.com, 18 août 2022 (consulté le 18 août 2022).
2. ↑  Ludovic Galtier Lloret, « Audiences : Quel score pour le doc de TF1 sur Jean-Luc Delarue ? », sur ozap.com, 25 août 2022 (consulté le 25 août 2022).
3. ↑  Christophe Gazzano, « Audiences : Mauvais retour pour Good Doctor, la finale des Traîtres 3e, flop pour Hélène Mannarino sur TMC », sur ozap.com, 1er septembre 2022 (consulté le 1er septembre 2022).
4. ↑  Christophe Gazzano, « Audiences : Quel bilan pour la saison 1 des Traîtres sur M6 ? », sur ozap.com, 1er septembre 2022 (consulté le 1er septembre 2022).
5. ↑  Ludovic Galtier Lloret, « Audiences : Quel score pour les lancements du jeu Les traîtres sur M6 et de la saga Les rescapés de l'Arianna sur France 2 ? », sur ozap.com, 13 juillet 2023 (consulté le 13 juillet 2023).
6. ↑  Ludovic Galtier Lloret, « Audiences : Les visiteurs large leader sur TF1, Les traîtres en hausse sur M6, gros flop pour France 2 », sur ozap.com, 20 juillet 2023 (consulté le 20 juillet 2023).
7. ↑  Ludovic Galtier Lloret, « Audiences : Stars 80 tout petit leader sur TF1, Les traîtres monte en puissance et cartonne sur la cible commerciale sur M6 », sur ozap.com, 27 juillet 2023 (consulté le 27 juillet 2023).
8. ↑  Ludovic Galtier Lloret, « Audiences : La carte aux trésors et Cyril Féraud virent en tête, Les traîtres plébiscité par la cible commerciale », sur ozap.com, 3 août 2023 (consulté le 3 août 2023).
9. ↑  Benjamin Rabier, « Audiences : Record de saison sur les FRDA pour la finale des Traîtres sur M6, carton pour l'OM sur W9 », sur ozap.com, 10 août 2023 (consulté le 10 août 2023).
10. ↑  Benjamin Rabier, « Audiences : Quel bilan pour la saison 2 des Traîtres sur M6 ? », sur ozap.com, 10 août 2023 (consulté le 10 août 2023).
11. ↑  Benjamin Rabier, « Audiences : Le lancement de la saison 3 des Traîtres sur M6 a-t-il fait aussi bien que les deux premières saisons du jeu ? », sur ozap.com, 16 août 2024 (consulté le 16 août 2024).
12. ↑  Léa Stassinet, « Audiences : La suite de la saison 3 des Traîtres sur M6 a-t-elle su rivaliser avec Florence Foresti et Franck Dubosc sur TF1 ? », sur ozap.com, 23 août 2024 (consulté le 23 août 2024).
13. ↑  Léa Stassinet, « Audiences : Plancha sur TF1 écrase la première soirée d'épreuves paralympiques sur France 2, M6 leader FRDA avec Les traîtres », sur ozap.com, 30 août 2024 (consulté le 30 août 2024).
14. ↑  Ludovic Galtier Lloret, « Audiences : Face au Grand concours sur TF1 et aux Traîtres sur M6, Simon Coleman a-t-il réussi son retour sur France 2 ? », sur ozap.com, 14 septembre 2024 (consulté le 14 septembre 2024).
15. ↑  Benjamin Rabier, « Audiences : Quel score pour le retour de Qui veut gagner des millions ? sur TF1 face à Simon Coleman sur France 2 et Les traîtres sur M6 ? », sur ozap.com, 21 septembre 2024 (consulté le 21 septembre 2024).
16. ↑  Ludovic Galtier Lloret, « Audiences : La finale du jeu Les traîtres sur M6 a-t-elle rivalisé avec Simon Coleman sur France 2 et Qui veut gagner des millions ? sur TF1 ? », sur ozap.com, 28 septembre 2024 (consulté le 28 septembre 2024).
17. ↑  Ludovic Galtier Lloret, « Audiences : Les traîtres saison 3 a-t-elle été meilleure que les deux premières éditions sur M6 ? », sur ozap.com, 28 septembre 2024 (consulté le 28 septembre 2024).
18. ↑  Ludovic Galtier Lloret, « Audiences : Carton pour l'arrivée de Flashback avec Michaël Youn sur TF1, plus mauvais lancement historique pour Les traîtres saison 4 sur M6, énorme flop pour France 2 », sur ozap.com, 4 avril 2025 (consulté le 4 avril 2025).
19. ↑  Léa Stassinet, « Audiences : Flashback avec Michaël Youn sur TF1 a-t-elle confirmé son très bon lancement face aux Traîtres sur M6 ? », sur ozap.com, 11 avril 2025 (consulté le 11 avril 2025).
20. ↑  Léa Stassinet, « Audiences : Flashback avec Michaël Youn sur TF1 a-t-elle réussi son final face aux Traîtres de M6 ? », sur ozap.com, 18 avril 2025 (consulté le 18 avril 2025).
21. ↑  Léa Stassinet, « Audiences : Léo Mattéï et Jean-Luc Reichmann sont-ils repartis sur les mêmes bases que la saison précédente sur TF1 ? », sur ozap.com, 25 avril 2025 (consulté le 25 avril 2025).
22. ↑  Léa Stassinet, « Audiences : Quel score pour les 35 ans de Fort Boyard sur France 2 face à Léo Mattéï sur TF1, Audrey Fleurot sur France 3 et Les traîtres sur M6 ? », sur ozap.com, 2 mai 2025 (consulté le 2 mai 2025).
23. ↑  Léa Stassinet, « Audiences : Le concert de la paix sur France 2 a-t-il pu rivaliser avec le final de la saison 12 de Léo Mattéï sur TF1 ? », sur ozap.com, 9 mai 2025 (consulté le 9 mai 2025).
24. ↑  Jérémy Aknin, « Audiences : Diffusée exceptionnellement un samedi, la finale des Traîtres sur M6 a-t-elle bien fonctionné face aux Enfants de la télé sur France 2 et 10 sur 10 avec Arthur sur TF1 ? », sur ozap.com, 11 mai 2025 (consulté le 11 mai 2025).
25. ↑  Benjamin Rabier, « Audiences : Quel bilan pour la saison 4 des Traîtres pour la première fois diffusé au printemps sur M6 ? », sur ozap.com, 12 mai 2025 (consulté le 12 mai 2025).